# Fuerzas policiales de Japón
Las Fuerzas Policiales en Japón está a cargo principalmente de los departamentos de policía de la prefectura bajo la supervisión de la Agencia Nacional de Policía, pero hay otros funcionarios encargados de hacer cumplir la ley. La Agencia Nacional de Policía es administrada por la Comisión Nacional de Seguridad Pública, lo que garantiza que la policía de Japón sea un organismo apolítico y libre del control ejecutivo directo del gobierno central. Son controlados por un poder judicial independiente y supervisados por una prensa libre y activa.

## Historia
El gobierno japonés estableció en 1874 un sistema policial de estilo europeo bajo el control centralizado de la Oficina de la Policía dentro del Ministerio del Interior, para sofocar los disturbios internos y mantener el orden durante la Restauración Meiji. Por la década de 1880, la policía se había convertido en un instrumento nacional de control del gobierno, el apoyo a los líderes locales y la aplicación de la moral pública. Ellos actuaban como administradores civiles en general, la aplicación de políticas oficiales y facilitando así la unificación y modernización. En las zonas rurales, especialmente, la policía tenía gran autoridad y se le concedió la misma mezcla de miedo y respeto como el jefe de aldea. Su creciente participación en los asuntos políticos era una de las bases del Estado autoritario en Japón en la primera mitad del siglo XX.
El sistema policial centralizado ha ido adquiriendo responsabilidades, hasta que controla casi todos los aspectos de la vida diaria, incluyendo prevención de incendios y mediación en conflictos laborales. Regula el sistema de Salud Pública, empresas, fábricas, y construcción, y emite los permisos y licencias. La Leyes de Preservación de la Paz de 1925 dio a la policía la autoridad de arrestar a gente por "pensamientos erróneos". La Policía Especial Superior (Tokko) fue creada para regular el contenido de películas, reuniones políticas, y campañas electorales. La Policía Militarizada del ejército (Kempeitai) y de la Armada Imperial Japonesa (Tokeitai) , operando bajo los servicios del Ministerio de Justicia y el Ministerio del Interior ayudó a la policía civil a limitar la actividad política proscrita. Después de los Incidentes de Manchurias de 1931, la policía militar asume una gran autoridad, liderando una fricción con su contra parte civil. Después de 1937, la policía dirigió actividades comerciales para el esfuerzo bélico, movilizó mano de obra y controló el transporte..
Tras la rendición de Japón en 1945, Las autoridades de ocupación conservaron la estructura de la policía antes de la guerra hasta que se puso en práctica un nuevo sistema y la Dieta de Japón (congreso nacional) creo la Ley de policía de 1947. Contrariamente a las propuestas japonesas para una fuerza fuerte y centralizada para hacer frente a los disturbios de la posguerra, el sistema policial fue descentralizado. Cerca de 1.600 fuerzas municipales independientes se establecieron en las ciudades, pueblos y aldeas con 5.000 o más habitantes, y una Policía Rural Nacional fueron organizados por las prefecturas. El control civil debía ser asegurado mediante la colocación de la policía bajo la jurisdicción de las comisiones de seguridad pública controlada por la Comisión Nacional para la Seguridad Pública en la oficina del Primer Ministro. El Ministerio del Interior fue abolido y reemplazado por el menos poderoso Ministerio de Asuntos Internos, y la policía fueron despojados de su responsabilidad en la protección contra incendios, la salud pública, y otras tareas administrativas.
Cuando la mayor parte de las fuerzas de ocupación fueron trasladadas a Corea en 1950-1951, la Policía Nacional de Reserva formada por un personal de 75 000 reclutas, se formó para respaldar a la policía ordinaria durante los disturbios civiles, y puso presión para un sistema centralizado más compatible con las preferencias políticas japonesas. La Ley de Policía de 1947 fue modificada en 1951 para permitir que los policías municipales de las comunidades más pequeñas se fusionaran con la Policía Nacional Rural. La mayoría optó por este acuerdo, y en 1954 sólo alrededor de 400 ciudades, pueblos y aldeas todavía tenían sus propias fuerzas policiales. En virtud de la Ley de Policía modificada en 1954, un final de reestructuración creó un sistema aún más centralizado en el que las fuerzas locales fueron organizadas por las prefecturas bajo la Agencia Nacional de Policía .
La Ley de Policía revisada en 1954, todavía en vigor en la década de 1990, conserva algunos puntos fuertes del sistema de la posguerra, en particular las medidas que garanticen el control civil y la neutralidad política, al tiempo que permite una mayor centralización. El sistema de la Comisión Nacional de Seguridad Pública se ha mantenido. La responsabilidad del Estado de mantener el orden público se ha clarificado para incluir la coordinación de los esfuerzos nacionales y locales; centralización de la información de la policía, las comunicaciones y las instalaciones del mantenimiento de registros; y las normas nacionales para la formación, los uniformes, el pago, el rango y la promoción. Las fuerzas rurales y municipales fueron abolidas y se integraron a las fuerzas de las prefecturas, que manejan los asuntos policiales básicos. Los Inspectores y Oficiales en varios MInisterios y Agencias continúan el ejercicio de las funciones especiales de la policía asignados en la Ley de Policía del 1947.

## Organización nacional

### Comisión Nacional de Seguridad Pública
La misión de la Comisión Nacional de Seguridad Pública es garantizar la neutralidad de la policía mediante el aislamiento de la fuerza de la presión política y garantizar el mantenimiento de métodos democráticos en la administración de la policía. La función principal de la Comisión consiste en supervisar la Agencia Nacional de Policía, y tiene la facultad de nombrar o destituir a los oficiales superiores de la policía. Está conformada por un presidente, que tiene el rango de Ministro de Estado, y cinco miembros designados por el Primer Ministro con el consentimiento de ambas cámaras de la Dieta. La comisión funciona de manera independiente de la caja, pero el enlace y la coordinación con que se ve facilitada por el presidente de ser miembro de ese cuerpo.

#### Agencia Nacional de Policía
A medida que el cuerpo central de coordinación para todo el sistema policial, la Agencia Nacional de Policía determina las normas y políticas generales; dirección detallada de las operaciones se deja a los escalones más bajos. En un desastre de emergencia nacional o en gran escala, la agencia está autorizada a tomar el mando de las fuerzas de policía de la prefectura. En 1989 la agencia se componía de cerca de 1 100 funcionarios nacionales, facultada para recabar información y para formular y ejecutar las políticas nacionales. La agencia está dirigida por un comisario general, nombrado por la Comisión Nacional de Seguridad Pública, con la aprobación del Primer Ministro.
La oficina central incluye al secretariado, con divisiones para operaciones generales, la planificación, la información, las finanzas, la gestión y la adquisición y distribución de equipos de policía y cinco oficinas.

##### Oficina de Administración Policial
La Oficina de Administración se refiere al personal de la policía, la educación, el bienestar, la formación y las inspecciones de la unidad.

##### Oficina de Investigación Criminal
La Oficina de Investigación Criminal está a cargo de las estadísticas de investigación y la investigación de casos de importancia nacional e internacional. El Departamento de Seguridad de este buró es responsable de la prevención del delito, la lucha contra la delincuencia juvenil, y control de la contaminación. Además, la Oficina de Investigación Criminal se encarga de las encuestas;  la misma formula y recomienda la legislación sobre armas de fuego, explosivos, alimentos, drogas y estupefacientes. 
También hay nueve escuadrones de campo policiales activos:
1 ª división: Homicidio o armas no registradas.
2 ª división: Robo o delitos relacionados con el sexo.
3 ª división: Las sustancias controladas o el crimen organizado.
4 ª división: Robo, secuestro o chantaje.
5.ª división: bombas o explosivos.
6 ª y 8 ª división: unidades de reacción rápida.
7 ª división: delitos financieros.
9 ª división: Crímenes Cibernéticos.
Dos centros de trabajo de fuerza-agrupados en:Centro de Ciencias Forenses, Sección Forense (Criminalística),y Oficina de Biología Forense (Oficina Médico Forense). También se encuentra las Oficina de huellas dactilares, Alta Tecnología, Centro de Prevención del Delito, La vigilancia electrónica y centro de monitoreo y la Oficina de gestión de la información.
La Oficina de Comunicaciones
La Oficina de Comunicaciones supervisa los sistemas de comunicaciones de la policía.

##### Oficina de Tráfico

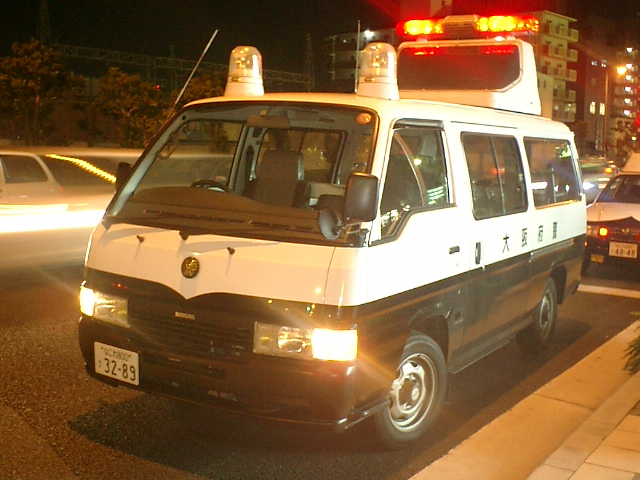
Patrulla de la policía japonesa Nissan Caravan en Osaka

La Oficina de Tráfico licencia a los conductores, hace cumplir las leyes de seguridad de tránsito y regula el tráfico. Dirigen campañas de seguridad del tráfico y de educación vial, dirigidos a nivel nacional y de prefecturas. La División de Autopistas de la Oficina de Tráfico aborda condiciones especiales para el crecimiento del sistema de vías rápidas de la nación.

##### Oficina de Seguridad
La Oficina de Seguridad formula y supervisa la ejecución de las políticas de seguridad. Lleva a cabo investigaciones sobre el equipo y las tácticas para suprimir los disturbios y supervisa y coordina las actividades de la policía antidisturbios. La Oficina de Seguridad también es responsable de inteligencia de Seguridad de los extranjeros y los grupos políticos radicales, incluyendo la investigación de violaciones de la Ley de Registro de Extranjeros y la administración de la Ley de Control de Entradas y Salidas. La oficina también implementa políticas de seguridad durante las emergencias nacionales y los desastres naturales.

##### Oficinas Regionales de Seguridad Pública
La Agencia Nacional de Policía cuenta con siete oficinas regionales de policía, cada una responsable de una serie de prefecturas. Cada una está a cargo de un Director y están organizados de una manera similar a la Oficina Central. Están localizados en las principales ciudades de cada región geográfica. El Departamento de Policía Metropolitana de Tokio y Los Cuarteles de la Jefatura de Policía de Hokkaido están excluidas de la jurisdicción de las Oficinas Regionales de Policía. Lideradas por un Director General, cada Oficina Regional de Policía ejerce el control y la supervisión necesararia a la jefatura de policía dentro de su jurisdicción, bajo la autoridad y órdenes del Comisario General de la Agencia Nacional de Policía. Adjunto a cada una de las Oficinas Regionales de Policía está una Escuela Regional de Policía, la cual provee personal de policía con educación y formación necesaria
Ubicación de las Oficinas Regionales de Policía:
- Tohoku - Aomori, Iwate, Miyagi, Akita, Yamagata, and Fukushima Prefectures
- Kinki - Shiga, Kyoto, Osaka, Hyogo, Nara, and Wakayama Prefectures
- Shikoku - Tokushima, Kagawa, Ehime, and Kochi Prefectures
- Kanto - Ibaraki, Tochigi, Gunma, Saitama, Chiba, Kanagawa, Niigata, Yamanashi, Nagano, and Shizuoka Prefectures
- Chubu - Toyama, Ishikawa, Fukui, Gifu, Aichi, and Mie Prefectures
- Kyushu - Fukuoka, Saga, Nagasaki, Kumamoto, Oita, Miyazaki, Kagoshima, and Okinawa Prefectures
- Chugoku - Tottori, Shimane, Okayama, Hiroshima, and Yamaguchi Prefectures

##### Divisiones de Comunicaciones
Tokio y la isla de Hokkaidō están excluidos de las jurisdicciones regionales y se ejecutan de manera más autónoma que otras fuerzas locales, en el caso de Tokio, debido a su situación especial urbana, y de Hokkaidō, debido a su geografía distintiva. La Agencia Nacional de Policía mantiene las divisiones de comunicaciones de la policía en estas dos áreas para manejar cualquier tipo de coordinación necesarios entre las fuerzas nacionales y locales.

##### Guardia imperial
Ver artículo: Guardia Imperial
En 1947 la Jefatura de la Policía Imperial (皇宮警察本部 Kōgū-Keisatsu Honbu?) fue creada bajo el control del Ministerio del Interior en el Ministerio de la Casa Imperial. Se quedó bajo la égida de la Agencia Nacional de Policía de Japón en 1957 y proporciona seguridad personal para el Emperador, el príncipe heredero y otros miembros de la Familia Imperial de Japón, así como la protección de las propiedades imperiales, incluyendo el Palacio Imperial de Tokio, Palacio Imperial de Kyoto, Villa Imperial Katsura , Villa Imperial Shugakuin (ambos en Kyoto), Shosoin el Repositorio Imperial en Nara y las villas imperiales de Hayama, Kanagawa y Nasu, Tochigi.

## Fuerza
A partir de 2010, la fuerza total alcanzó aproximadamente 291,475 miembros. El total de la ANP es sobre 7709 con 1.969 policías, 901 guardias imperiales y 4.839 civiles. El total de la policía de la prefectura es de aproximadamente 283.766 a 255.156 policías y 28.610 civiles.
A nivel nacional, hay cerca de 14.900 mujeres policías y alrededor de 11.800 mujeres civiles.

## Comunicación con la policía

### Llamada de policía de emergencia
El número  110  se asigna como número de teléfono de llamada de emergencia del caso a policía. Si llama al "110", se lo conectará a cada cuartel general de policía de la prefectura o al mostrador de recepción 110 en la sala de comando de comunicación local, y después de confirmar la ubicación y los detalles del caso, se enviará un oficial de policía desde la estación de policía a cargo. Si la ubicación está cerca de los límites de la jurisdicción de la estación de policía, a menudo toma tiempo despachar alrededor de la estación de jurisdicción. Además, dado que las posiciones 0 y 9 de Dial están adyacentes entre sí, dice que en muchos casos se confunde con incendio / emergencia (119). debido a la emergencia adicional. Están en contacto entre sí en la recepción [23].
A medida que un número de teléfono de línea directa con la policía ha sido "110" el número es fijo, ya que era cada vez más el número "110" está también en la consulta a la policía que se utilice, el nacional común empuje la línea (línea de tono) y un teléfono móvil sólo También se establece un número de consulta directa "# 9110", y en el caso de una línea de marcación (línea de pulso) , se prepara otro número. Además, hay muchos distritos donde los últimos cuatro dígitos del número representativo de la estación de policía son "0110" y "9110", que son fáciles de asociar con el número "110".
El establecimiento de este sistema telefónico de llamadas de emergencia se deriva del deterioro de la situación de seguridad después de la Segunda Guerra Mundial y la mala situación de comunicación policial en ese momento. Incluso si los ciudadanos que fueron víctimas de delitos denunciaron repentinamente a las estaciones de policía o estaciones de policía, la comunicación entre estas estaciones de policía y las estaciones de policía no estaba suficientemente establecida, y hubo muchos casos en que los arreglos y el procesamiento se retrasaron. La oficina de comando general del comandante recomendó que se prepare un número de teléfono dedicado a llamadas de emergencia. En respuesta a esto, como resultado de las negociaciones entre el Departamento de Policía Nacional y el Ministerio de Comunicaciones, se estableció el sistema de números 110. Mediante notificación del Departamento de Policía Nacional el 24 de septiembre de 1948, la policía municipal a cargo del área de la ciudad establecerá primero un sistema a partir del 1 de octubre de 1945. Tokio fue el número 110, Osaka, Kyoto y Kobe 1110, Nagoya no ha sido el número 118 y la unificación nacional, 1954 ( Showa 1954) 1 de julio nueva de la Ley de Policía No. 110 con la aplicación Fue unificado en .

## Leyes y Reglamentos para material restringido

### Política de armas de fuego y armas
La Ley de control de posesión de armas de fuego y espadas regula estrictamente la propiedad civil de armas, espadas y otras armas, de conformidad con una ley japonesa de 1958 que establece: "Nadie puede poseer un arma de fuego o armas de fuego o una espada o espadas " hay pocas excepciones.

### Política de drogas médicas y recreativas
Japón tiene regulaciones estrictas sobre drogas médicas y recreativas. Importar o usar cualquier tipo de narcóticos es ilegal y generalmente no hay indulgencia. Por ejemplo, la posesión de  cannabis tiene una sentencia de prisión de hasta cinco años por el primer delito. No hay excepciones para las celebridades; Si una celebridad es atrapada, sus productos son retirados de las tiendas y esto podría poner fin a su carrera. Las autoridades pueden detener a un sospechoso hasta por tres semanas sin cargos. El aislamiento solitario es común y solo tiene acceso a un abogado. Es ilegal que le envíen medicamentos recetados por correo, y solo las partes designadas en Japón pueden importar Si alguien tiene la intención de traer más de un mes de medicamentos recetados, cosméticos o dispositivos médicos a Japón, debe obtener un certificado de importación se llama "Yakkan Shoumei" (薬 監 証明).

## Organización local

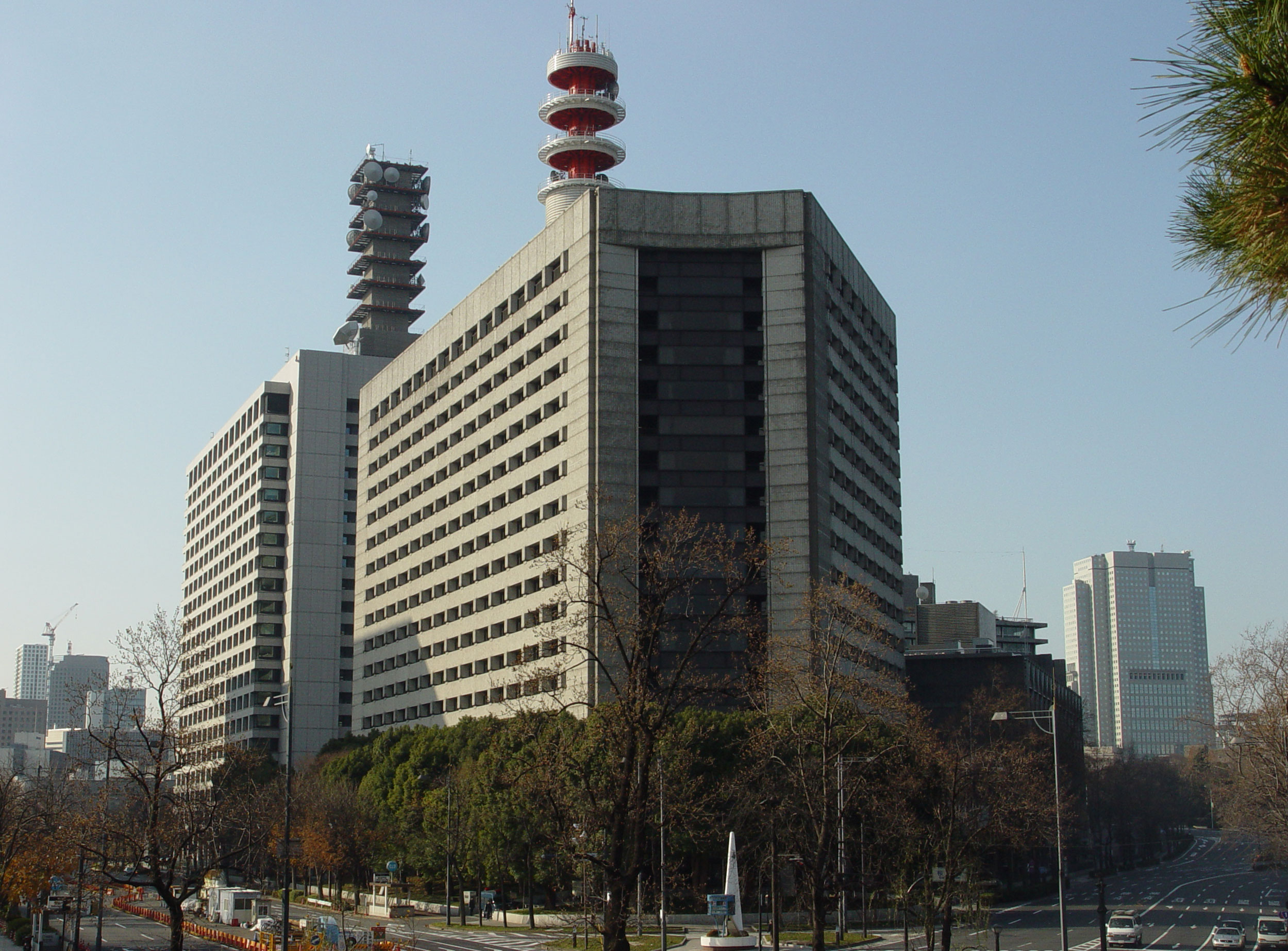
Oficina de la Policía Metropolitana de Tokio en Kasumigaseki

Hay cerca 289.000 agentes de policía en todo el país, alrededor del 97 por ciento de los cuales estaban afiliados a las fuerzas policiales locales. Las fuerzas locales incluyen:
- Cuarenta y tres prefecturas (ken) police forces;
- Departamento de Policía Metropolitana de Tokio, en Tokyo;
- dos prefecturas (fu) police forces, en Osaka y Kyoto; y
- un distrito (dō) police force, en Hokkaidō.

Estas fuerzas han sido autorizadas para iniciar acciones policiales limitadas. Sus actividades más importantes son reguladas por la Agencia Nacional de Policía, que proporciona fondos para equipos, salarios, control de disturbios, acompañamiento, y los derechos de los desastres naturales, de la seguridad interna y múltiples casos de jurisdicción. Los Estatutos Nacionales de policía y los reglamentos establecen la fuerza y rango asignado de todo el personal de la zona y la ubicación de las estaciones de policía locales. Las finanzas de la policía de la prefectura y el controlar de patrullas de oficial en las calles, control de tráfico, investigaciones criminales, y otras operaciones diarias.

### Policía prefectural
Cada sede de la policía prefectural contiene divisiones administrativas correspondientes a las de las mesas de la Agencia Nacional de Policía. En la sede son atendidos por especialistas en las funciones básicas de la policía y la administración, son comandados por un funcionario designado por la oficina local de la Comisión Nacional de Seguridad Pública. La mayoría de las detenciones y las investigaciones se llevan a cabo por agentes de la policía de la prefectura (y, en grandes jurisdicciones, por la policía asignados a subestaciones), que están asignados a una o más ubicaciones centrales dentro de la prefectura. Oficiales experimentados se organizan en oficinas funcionales y manejan todo.

#### Kōban

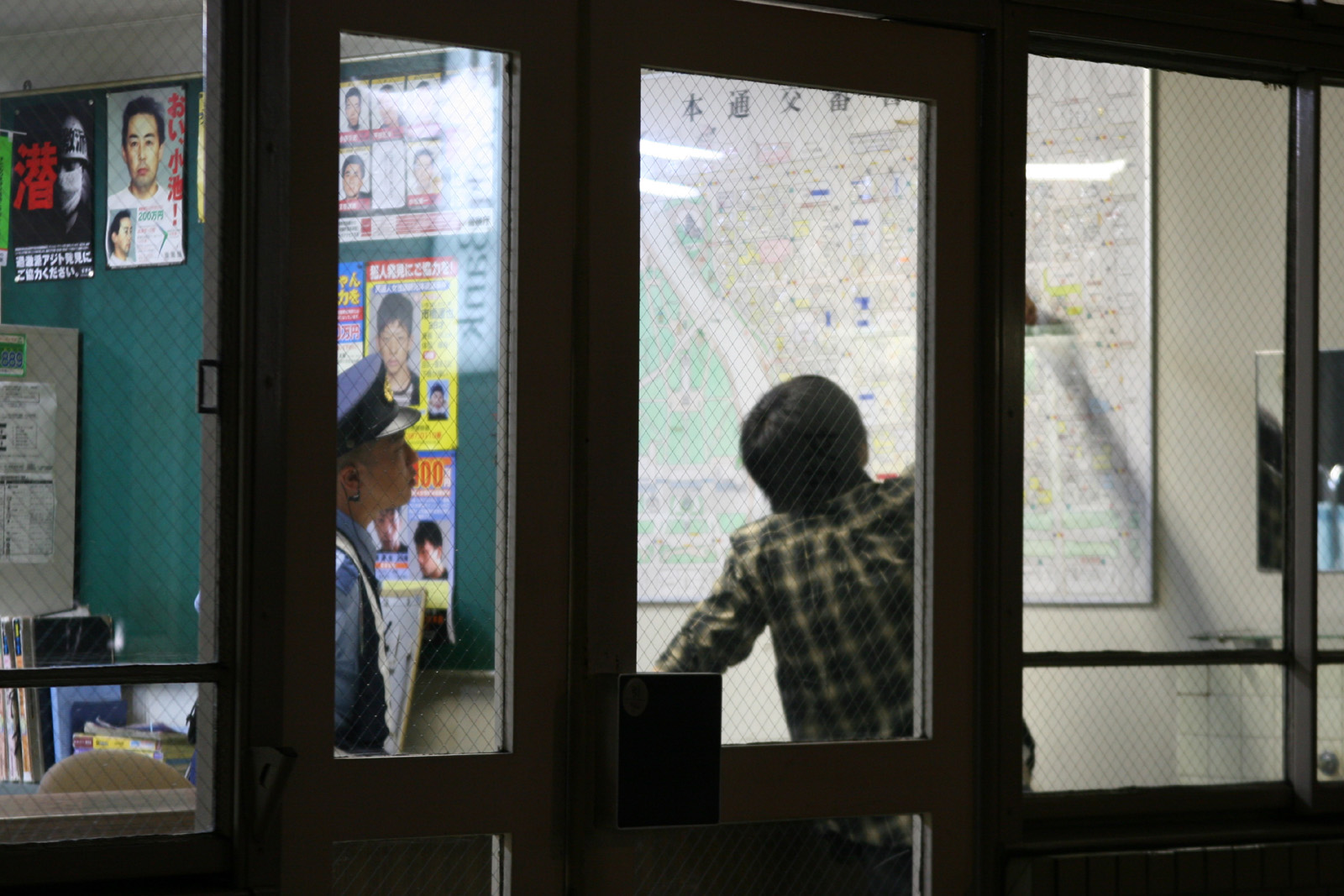
Funcionario en la prestación de asistencia en una estación de policía en Hiroshima, cerca de Hondori

Kōbans son subestaciones cerca de los principales centros de transporte y zonas comerciales y en los distritos residenciales. Ellos forman la primera línea de respuesta policial al público. El sistema Koban se compone de alrededor de 6.500 cajas de policía (Koban) y cerca de 7.600 cajas de policía residenciales (Chuzaisho). Los Kobans están dotados de un número relativamente pequeño de agentes de policía (normalmente de 3-5 oficiales); un Chuzaisho suele ser atendido por un solo oficial. Alrededor del 20 por ciento del total de agentes de las fuerzas de policía son asignados a Koban. A su vez estos mismos están integrados por funcionarios que trabajan en turnos de ocho horas, sirven de base para las patrullas a pie que por lo general tienden a dormir y comer en las instalaciones para los oficiales de guardia, pero no por el agente. Las zonas rurales y oficinas residenciales generalmente son atendidos por un agente de policía que reside en cuartos familiares adyacentes. Estos funcionarios se esfuerzan por convertirse en parte de la comunidad y sus familias a menudo ayuda en la realización de tareas oficiales.
La vigilancia en el Koban y Chuzaisho es mantenida por un agente de pie delante de la puerta o o por el agente sentado en el interior, permitiendo a los policías poder responder inmediatamente a cualquier incidente. Mientras se mantiene una vigilancia constante, llevan a cabo una gran variedad de tareas de rutina, tales como la recepción de denuncias de delitos de los ciudadanos, el manejo de artículos perdidos y encontrados, aconsejando a los ciudadanos en problemas y dando direcciones.
Fuera de su Koban y Chuzaisho, los oficiales de policía patrullan sus sectores ya sea a pie, en bicicleta o en coche. Mientras van en la patrulla, adquieren un conocimiento preciso de la topografía y el terreno de la zona, interrogan a las personas sospechosas, proporcionan orientación sobre el tráfico, instruyen a los jóvenes, rescatan a los heridos, advierten a los ciudadanos de los peligros inminentes y protegen a los niños perdidos y advierten a los menores de la influencia o el intoxicamiento por alcohol.
Coches patrullas equipados con radio se despliegan en cada PPH, estación de policía, Koban y Chuzaisho. Los agentes de policía los utilizan para patrullajes de rutina y las respuestas rápidas. Estos coches se mantienen en contacto permanente por radio con su estación de policía y el centro de comando de comunicaciones de la PPH. Cuando se informa de una emergencia, esta capacidad de respuesta rápida juega un papel importante en la rápida resolución de este tipo de incidentes.
Los oficiales asignados a Koban tienen conocimiento íntimo de sus jurisdicciones. Una de sus principales tareas es llevar a cabo casa por casa dos veces al año las encuestas de hogares residenciales en sus áreas, en cuyo momento el jefe de la familia en cada dirección completa una tarjeta de información de la residencia que detalla los nombres, edades, ocupaciones, negocios, direcciones y números de registro de vehículos de los ocupantes del hogar y los nombres de los familiares que viven en otros lugares. Los policía toman nota especial de los nombres de las personas de edad o personas que viven solas que puede ser que necesite una atención especial en caso de emergencia. Llevan a cabo encuestas de las empresas locales y graban nombres y direcciones de los empleados, además también los hacen con los establecimientos que permanecen abiertos hasta tarde y se podría esperar que los empleados salgan de trabajar muy tarde. La participación en la encuesta es voluntaria, y la mayoría de los ciudadanos coopera, pero un segmento creciente de la población ha llegado a considerar las encuestas como la invasión de la privacidad.
La información obtenida a través de las encuestas no está centralizada, pero se almacena en cada Koban, donde se utiliza principalmente como una ayuda para localizar a las personas. Cuando se produce un crimen o una investigación que está en marcha, sin embargo, estos archivos son de gran valor en el establecimiento de datos de referencia para un caso

## Policía Antidisturbios

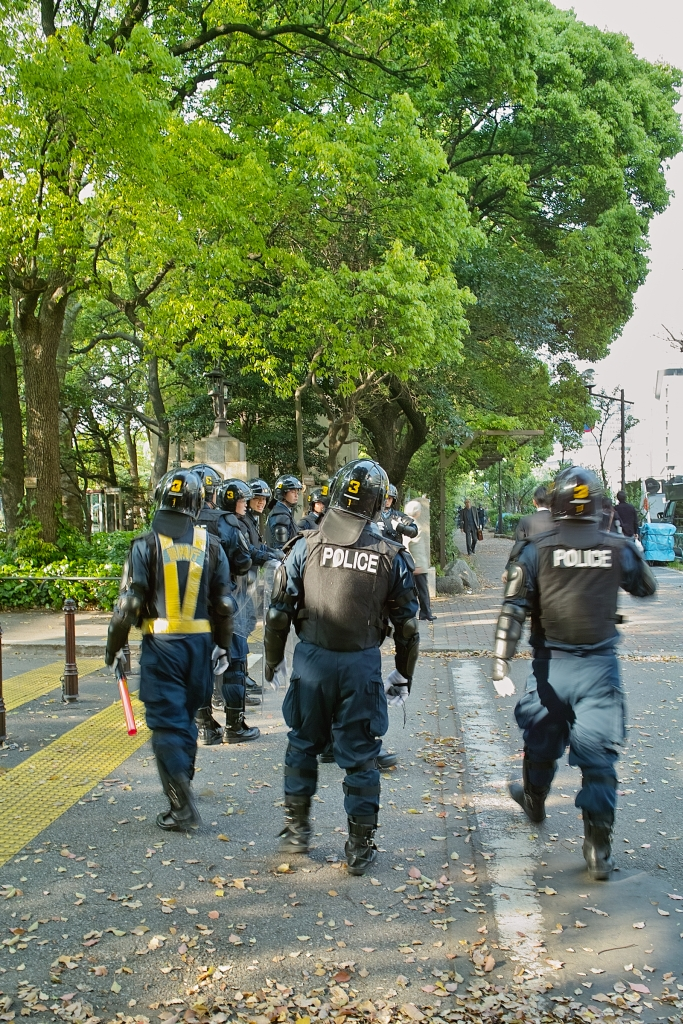
Policías antidisturbios japoneses en Hibiya.

Dentro de sus divisiones de seguridad, cada departamento de policía de prefectura y la policía de Tokio mantienen las Kidotai, unidades antidisturbios especiales. Estas unidades se formaron después de disturbios en el Palacio Imperial en 1952, para responder rápida y eficazmente a grandes disturbios públicos. También se utilizan en el control de multitudes durante los períodos de festivales, en tiempos de desastres naturales, y para reforzar a la policía regular cuando sea necesario. La policía antidisturbios de tiempo completo también puede ser aumentada por policías regulares entrenados en tareas antidisturbios. Actualmente, hay 10,000 en toda la fuerza antidisturbios.
En el manejo de manifestaciones y disturbios violentos, las unidades antidisturbios se despliegan en masa, estilo militar. Es una práctica común que los archivos de la policía antidisturbios se alineen en las calles a través de las cuales pasan las demostraciones. Si los manifestantes se vuelven desordenados o se desvían de las áreas sancionadas oficialmente, la policía antidisturbios se paran hombro con hombro, a veces de tres y cuatro de profundidad, para empujar con las manos para controlar a la multitud. La acción individual está prohibida. Las unidades de tres personas a veces realizan tareas de reconocimiento, pero con mayor frecuencia las operaciones son llevadas a cabo por escuadrones de nueve a once, pelotones de veintisiete a treinta y tres, y compañías de ochenta a cien. Los rangos del frente están entrenados para abrirse y permitir el paso de escuadrones especiales para rescatar a la policía capturada o participar en asaltos de gases lacrimógenos. Cada persona usa una radio con un auricular para escuchar las órdenes dadas simultáneamente a la formación.
La policía antidisturbios se compromete a utilizar una fuerza disciplinada y no letal y no portar armas de fuego mientras realiza tareas de control de disturbios. Están entrenados para enorgullecerse de su aplomo bajo estrés. Los manifestantes también suelen ser restringidos. La brutalidad policial rara vez es un problema. Cuando ocurren excesos, el autor es disciplinado y, a veces, transferido de la fuerza si se considera que es incapaz de mantener su temperamento.
La amplia experiencia en sofocar los desórdenes violentos condujo al desarrollo de uniformes y equipos especiales para las unidades de la policía antidisturbios. El vestido antidisturbios consiste en una chaqueta de campo, que cubría varias piezas de armadura e incluye un corsé colgado de la cintura, una placa de aluminio en la columna vertebral y hombreras. Guanteletes blindados cubren las manos y los antebrazos. Los cascos tienen placas frontales y faldas acolchadas acampanados en la parte posterior para proteger el cuello. En caso de violencia, las filas delanteras llevan escudos de 1.2 metros para proteger contra el palo y las rocas y sujetan las redes en los postes altos para atrapar objetos voladores. El equipo especialmente diseñado incluye cañones de agua, camionetas blindadas y túneles móviles para la entrada protegida en edificios confiscados.
Debido a que los deberes de la policía antidisturbios requieren una acción grupal especial, las unidades se mantienen en compuestos virtualmente autosuficientes y entrenadas para trabajar como una fuerza coordinada. La abrumadora mayoría de los oficiales son solteros que viven en dormitorios dentro de los edificios de la policía antidisturbios. El entrenamiento es constante y se centra en el acondicionamiento físico, las batallas simuladas y los problemas tácticos. Predomina una atmósfera militar: los códigos de vestimenta, los estándares de comportamiento y las diferencias de rango se cumplen más estrictamente que en la policía regular. Esprit de corps es inculcado con ceremonias regulares e institucionalización de rituales tales como aplaudir al personal enviado o regresar de las asignaciones y dar la bienvenida formal a los oficiales superiores al comedor en todas las comidas.
Los disturbios no son populares porque implican sacrificios especiales y mucho aburrimiento entre acciones espaciadas irregularmente. Aunque a muchos policías se les asigna el servicio antidisturbios, solo unos pocos son voluntarios. Para muchos miembros del personal, el servicio antidisturbios sirve como un trampolín debido a su reputación y las oportunidades que presenta para estudiar los exámenes policiales avanzados necesarios para la promoción. Debido a que los deberes antidisturbios exigen una buena forma física -el uniforme blindado pesaba 6.6 kilogramos- la mayoría del personal es joven, a menudo prestando servicio en las unidades después de una asignación inicial en un koban.

## Policía Especial
Además de los oficiales de policía regulares, hay varios miles de funcionarios adscritos a varias agencias que realizan tareas especiales relacionadas con la seguridad pública. Son responsables de asuntos tales como la preservación de los bosques, el control de narcóticos, la inspección de la pesca y la aplicación de las normas sobre seguridad marítima, laboral y minera.

### Oficiales especiales de la policía judicial (特別司法警察職員)

#### Gabinete Oficial
- Guardia Imperial (Japón) (皇宮護衛官)

#### Ministerio de Justicia
- Guardia de Prisión(刑務官)

#### Ministerio de Salud,Trabajo y Bienestar
- Agente de narcóticos (麻 薬 取締 官)
- Inspector de normas laborales(労働基準監督官)

#### Ministerio de Agricultura, Forestal y Pesca
- Supervisor de pesca autorizada (漁業監督官)
- Oficiales de la Oficina Forestal Regional, bajo la Agencia Forestal  (林野庁森林管理局職員)

#### Ministerio De Economía, Comercio y Industria
- (鉱務監督官)

#### Ministerio de Tierras, Infraestructura, Transporte y Turismo

##### Oficiales de la Guardia Costera  (海上保安官)
La más grande e importante de estas agencias de seguridad pública supervisadas por el ministerio es la Guardia Costera de Japón, una agencia externa del Ministerio de Tierra, Infraestructura y Transporte que se ocupa de la delincuencia en las aguas costeras y mantiene instalaciones para salvaguardar la navegación. La agencia opera una flota de patrullas y naves de rescate además de unos pocos aviones utilizados principalmente para patrullas contra el contrabando y actividades de rescate. En 1990 hubo 2.846 incidentes en y sobre las aguas. En esos incidentes, 1,479 personas se ahogaron o se perdieron y 1,347 personas fueron rescatadas.
- (船員労務官)

#### Ministerio de Defensa
- Oficial de policía militar (警務官)

### Oficiales que trabajan por la seguridad pública, excepto los Oficiales de policía judicial Especiales
Hay otros oficiales que tienen funciones de seguridad pública limitadas.

#### La Dieta Nacional
- Guardia de la Dieta (衛視)

#### Ministerio de Justicia
- Oficial de control de inmigración (入国警備官)
- Inspector de inmigración (入国審査官)

##### Oficiales de inteligencia de seguridad pública (公安調査官)
Manejan asuntos de seguridad nacional tanto dentro como fuera del país. Sus actividades generalmente no son conocidas por el público.
- Fiscal (検察官)
- Suboficial del Ministerio Público (検察事務官)

#### Ministerio de Finanzas
- Funcionario de aduanas (税関職員)
- Funcionarios de la Agencia Tributaria Nacional (国税庁職員)

#### Ministerio de Salud, Trabajo y Bienestar
- Oficial de cuarentena (検疫官)

#### Ministerio de Agricultura, Silvicultura y Pesca
- Oficiales de cuarentena animal (家畜防疫官)
- Oficial de Protección de Plantas (植物防疫官)

## Operaciones Especiales
La Agencia Nacional de Policía tiene una unidad antiterrorista conocida como Equipo Especial de Asalto, que opera bajo control policial
Un pequeño número de policías entrenados en antidisturbios habían sido entrenados para manejar incidentes que no pueden ser tratados por la policía regular y policías antidisturbios, pero que pueden operar independientemente o con la cooperación del SAT. Estas unidades incluyen el Equipo de Investigaciones Especiales de la Policía Metropolitana de Tokio, el Equipo de Ataque de Artes Marciales de la Policía de Osaka y el Equipo de Respuesta al Ataque de la Policía de Chiba.

## Rangos
Los Oficiales de Policía están divididos en nueve rangos:
Jefe de Policía o Teniente General (Japanese: 警察庁長官 Keisatsu-chō Chōkan?): El Jefe de Agencia Nacional de Policía.
- Superintendente o General Mayor (警視総監 Keishi-sōkan?): El Jefe del Departamento de Policía Metropolitana de Tokio.
- Comisionado General o General de División (警視監 Keishi-kan?): Comisionado General Adjunto, Superintendente General Adjunto, Jefe de la Oficina Regional de Policía, Jefe de la Jefatura de Policía de la Prefectura, otros. 38 capacidad.
- Comisionado Mayor o General de Brigada (警視長 Keishi-chō?): Jefe de la Jefatura de Policía de la Prefectura.
- Comisario o Coronel (警視正 Keishi-sei?): Jefe de Comisaría de Policía. Más allá de este rango, todos los agentes de policía se unen a la Agencia Nacional de Policía
- Subcomisario o Teniente Coronel/Mayor (警視 Keishi?): El jefe de la comisaría (pequeña o mediana), el vicecomandante de la comisaría y el comandante de la unidad antidisturbios.
- Inspector Principal or Capitán (警部 Keibu?): Comandante de la comisaría y líder de la compañía antidisturbios.
- Inspector o Teniente (警部補 Keibu-ho?): Subcomandante de escuadrón de la comisaría y líder del pelotón antidisturbios. La carrera del Oficial de Policía Nacional de 1ª clase comienza desde este rango.
- Oficial Mayor o Sargento (巡査部長 Junsa-buchō?): Supervisor de Zona, Encargado de una Cabina de Policía. Los Oficiales de Policía de 2da Clase de la Policía Nacional comienzan desde este rango.

Oficial Primero o Cabo (巡査長 Junsa-chō?): Rango Honorario, Oficial de Policía experimentado.
Oficial de policía, antiguamente Patrulla (巡査 Junsa?): Rango Inicial de los Oficiales de Policía de una Prefectura.
El Comisionado General de la NPA ocupa el puesto más alto de la policía japonesa. Su título no es un rango, sino que denota su posición como jefe del NPA. Por otro lado, el Superintendente General MPD representa no solo el rango más alto en el sistema sino también la asignación como jefe del Departamento de Policía Metropolitana de Tokio.

## Uniforme
Durante gran parte del siglo XX hasta mediados de la década de 1990, los agentes de policía llevaban un uniforme de trabajo formal que consistía en una túnica o chaqueta Ike con botones plateados pulidos y pantalones con un bolsillo cosido en la porra. No se usó chaleco de puñalada y se transportó mucho menos equipo de lo que es hoy. Tras las preocupaciones sobre la seguridad de los uniformes de la policía, se sugirió que se cambiara el uniforme.
Desde la década de 1990, se aceptó en general que la policía podía patrullar en "orden de camisa-manga", lo que significaba que no tenían que usar la chaqueta, ya que su uso generalizado estaba obstaculizando en algunas situaciones. El NPA, de acuerdo con el gobierno y con la cooperación de los Jefes de Policía de la Prefectura, cambió el uniforme del atuendo comercial sin protección del torso, a un uniforme de camisa con botones, chaleco de puñalada, cinturón de servicio y chaqueta cuando sea necesario.
Aunque existen pequeñas variaciones en el estilo, el patrón y la insignia, todas las fuerzas policiales visten uniformes muy similares. En general, estos han tomado su liderazgo de la Policía Metropolitana de Tokio, debido a que es el servicio de policía más grande de Japón. El color base es azul oscuro o gris esmerilado para el verano.
Los uniformes de las mujeres oficiales han pasado por una gran variedad de estilos, ya que han tendido a reflejar la moda femenina de la época. El estilo de la túnica, el largo de la falda y el casco han variado según el período y la fuerza. A fines de la década de 1980, el uniforme de trabajo femenino era prácticamente idéntico al masculino, a excepción del sombrero y, a veces, la corbata.
El uniforme formal comprende una túnica de cuello abierto (con o sin cinturón adjunto, dependiendo de la fuerza y rango del Oficial) y pantalones o falda, que se usan con una camisa blanca o azul claro y corbata negra (generalmente con clip, por lo que no se puede usar para estrangular al usuario).
La vestimenta de trabajo normal conserva la camisa y los pantalones. En algunas fuerzas, las camisas de manga corta se pueden usar con el cuello abierto. Las camisas de manga larga siempre deben usarse con corbata, con o sin jersey o forro polar. Si se usa un jersey, forro polar o chaqueta sobre una camisa de manga corta, se debe usar corbata.
Hoy en día, las mujeres oficiales casi nunca usan una falda con vestimenta de trabajo, y con frecuencia también usan pantalones con vestimenta formal. Los oficiales también usan con frecuencia chaquetas reflectantes impermeables, que han reemplazado los viejos abrigos y capas que tradicionalmente se usaban en condiciones climáticas adversas. La mayoría de los oficiales ahora usan chalecos de puñalada, un tipo de armadura, cuando están de servicio.
El arnés básico es una gorra con visera para los hombres y una ronda suave bombín para las mujeres. Los oficiales de tránsito usan tapas o gorras blancas.
La mayoría de la policía japonesa usa guantes blancos mientras están de servicio. Algunos también usan cinturones de pistola blancos, cordones, cascos, cordones de botas o polainas.

## Condiciones de servicio
La educación está muy estresada en el reclutamiento y promoción de la policía. La entrada a la fuerza está determinada por los exámenes administrados por cada prefectura. Los examinados se dividen en dos grupos: graduados de secundaria superior y graduados universitarios. Los reclutas recibieron una capacitación rigurosa, un año para los graduados de la escuela secundaria superior y seis meses para los graduados universitarios, en la academia de policía residencial adjunta a la sede de la prefectura. Al finalizar la capacitación básica, la mayoría de los oficiales de policía son asignados a cajas de la policía local llamadas Kobans. La promoción se logra mediante un examen y requiere más trabajo del curso. La capacitación en el servicio proporciona educación continua obligatoria en más de 100 campos. Los oficiales de policía con diplomas de secundaria superior son elegibles para tomar el examen de sargento después de tres años de experiencia en el trabajo. Los graduados universitarios pueden tomar el examen después de solo un año. Los graduados universitarios también son elegibles para rendir el examen de inspector auxiliar de policía, inspector de policía y superintendente después de períodos más cortos que los graduados de la escuela secundaria superior. Por lo general, hay de cinco a quince examinados para cada apertura. Alrededor de quince oficiales por año aprueban los exámenes avanzados del servicio civil y son admitidos como oficiales superiores. Los oficiales están preparados para puestos administrativos y, aunque algunos ascienden de rango para convertirse en administradores superiores, la mayoría de estos puestos están en manos de ejecutivos superiores especialmente reclutados. Las fuerzas policiales están sujetas a supervisión externa. Aunque los funcionarios de la Comisión Nacional de Seguridad Pública generalmente difieren de las decisiones policiales y rara vez ejercen sus poderes para controlar las acciones u operaciones policiales, la policía es responsable del enjuiciamiento civil y penal, y los medios de comunicación publicitan activamente las fechorías policiales. La Oficina de Derechos Humanos del Ministerio de Justicia solicita e investiga las denuncias contra funcionarios públicos, incluida la policía, y las legislaturas de las prefecturas podrían convocar a jefes de policía para ser interrogados. Las sanciones sociales y la presión de los compañeros también limitan el comportamiento policial. Como en otros grupos ocupacionales en Japón, los oficiales de policía desarrollan una lealtad a su propio grupo y una renuencia a ofender sus principios.

## Transporte

### Tierra
En Japón, hay alrededor de 40,000 vehículos policiales en todo el país, y los cruceros de patrulla promedio son Toyota Crown y Nissan Crew y sedanes grandes similares, aunque los vehículos rurales pequeños y compactos son usados por microcoches. cajas de policía y en centros urbanos donde son mucho más maniobrables. Los vehículos de búsqueda dependen de las prefecturas con Honda NSX, Subaru Impreza, Subaru Legacy, Mitsubishi Lancer, Nissan Skyline, Mazda RX-7 , y Nissan Fairlady Z se usan en varias prefecturas para patrulla de carreteras y usos de persecución.
Con la excepción de los vehículos de control de tráfico no marcados, todas las fuerzas policiales japonesas están pintadas y marcadas de la misma manera. Los vehículos de la policía japonesa están pintados  blanco y negro con las partes superiores del vehículo pintadas de blanco. Las motocicletas son generalmente todas blancas y los vehículos de control y rescate antidisturbios están pintados de azul.

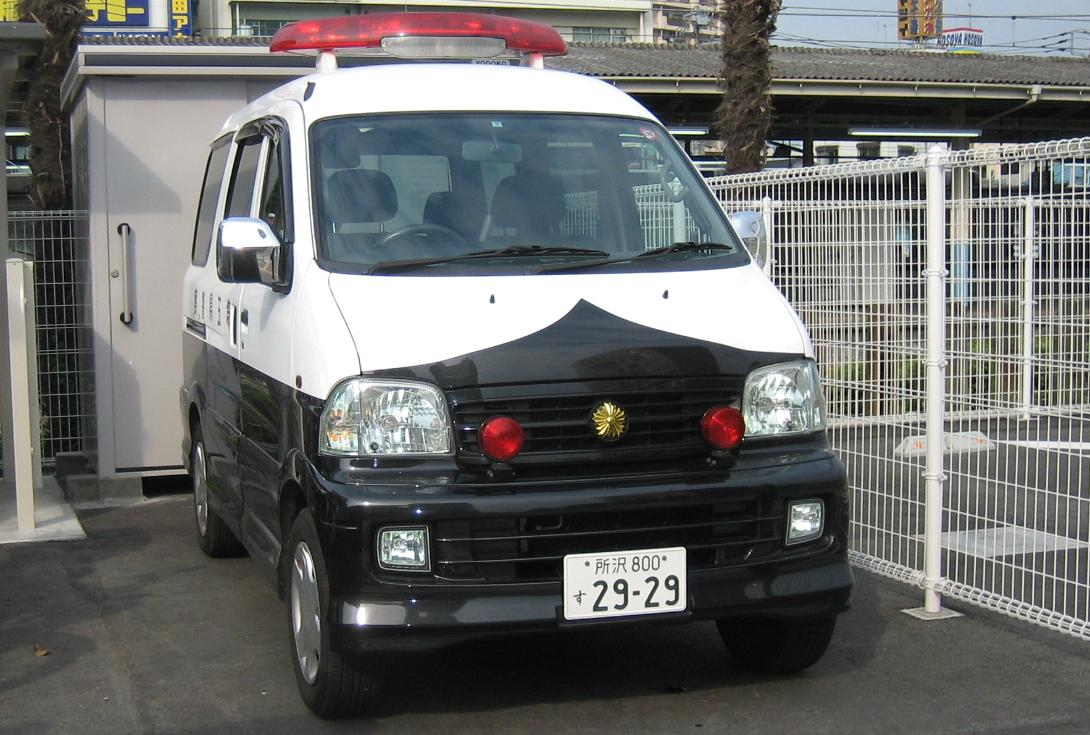
Daihatsu Atrai Van de la Policía Kei van
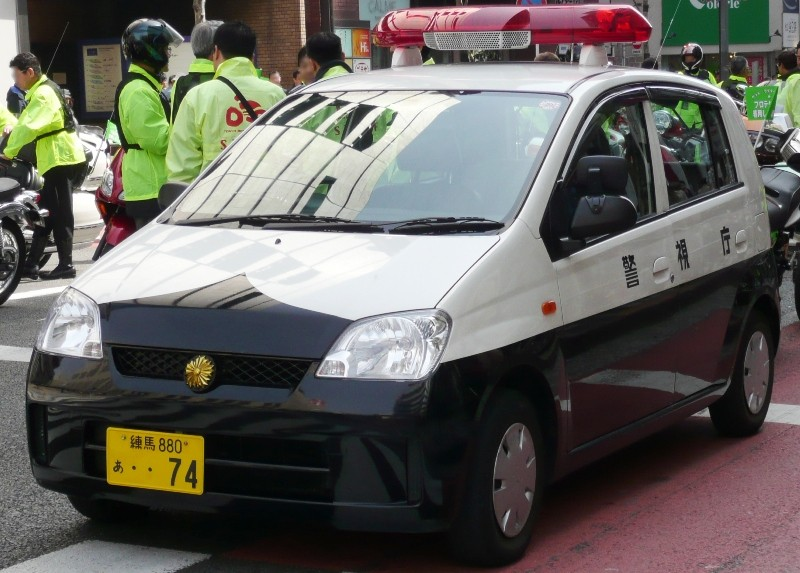
Daihatsu Mira Van de la Policía Kei
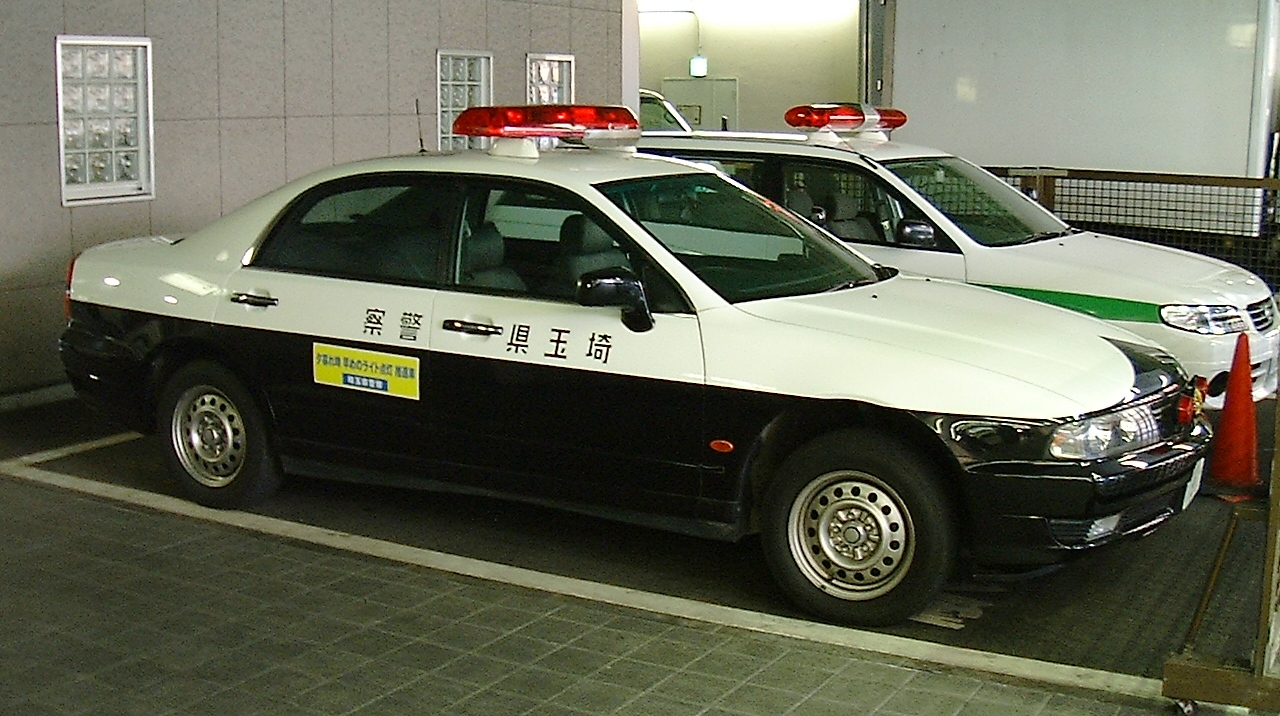
Mitsubishi Diamante auto de la Policía
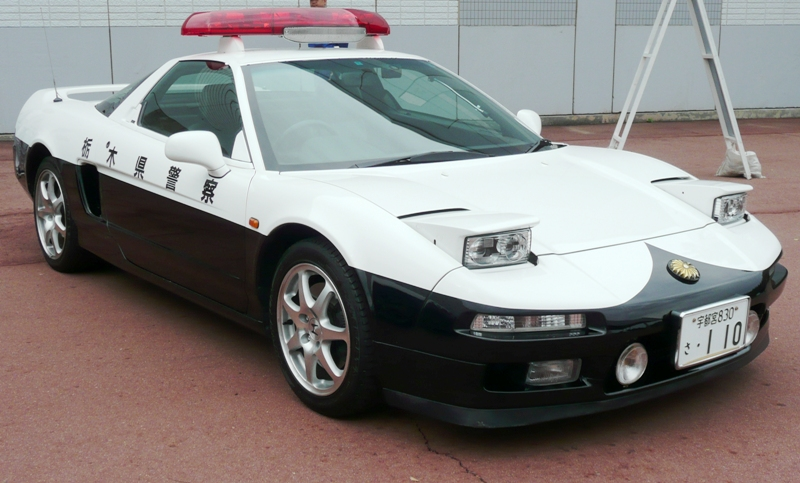
Honda NSX auto de la Policía
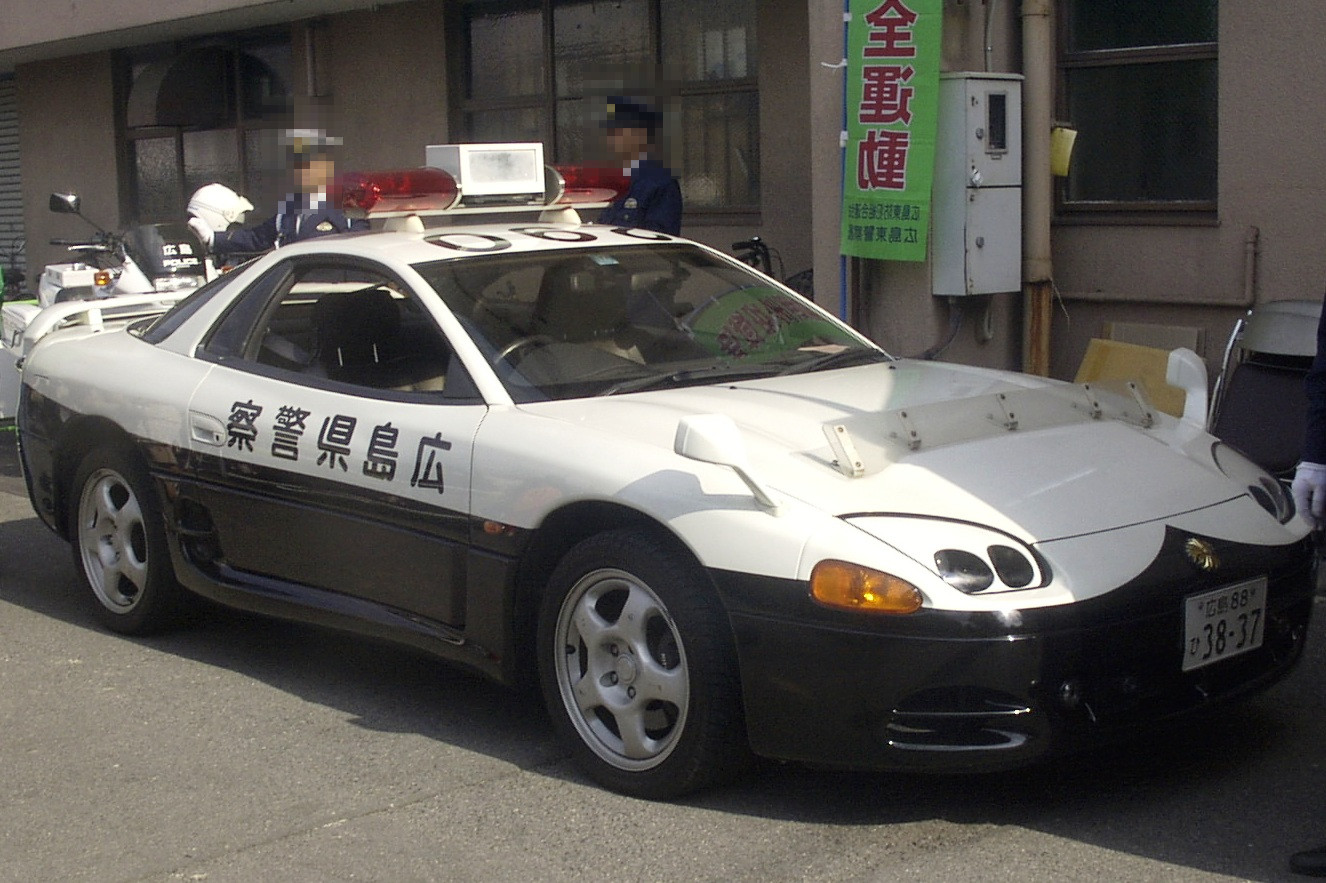
Mitsubishi GTO auto de la Policía
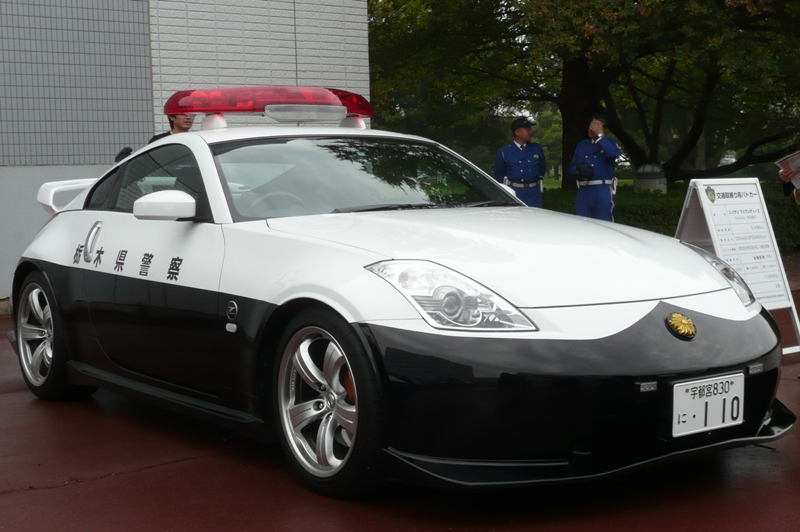
Nissan 350Z auto de la Policía
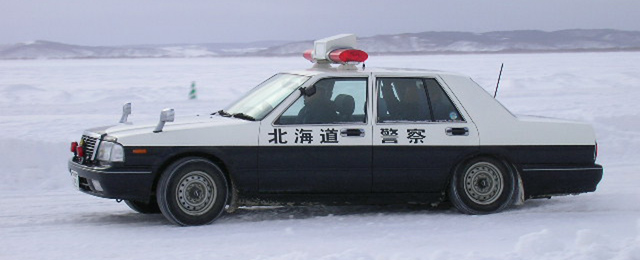
Nissan Cedric auto de la Policía
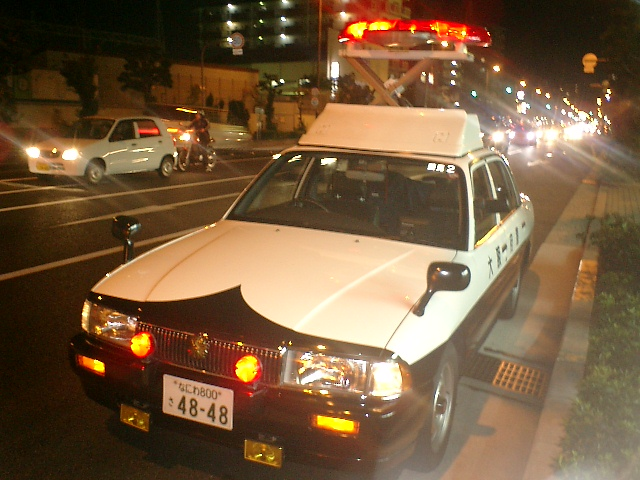
Nissan Crew auto de la Policía
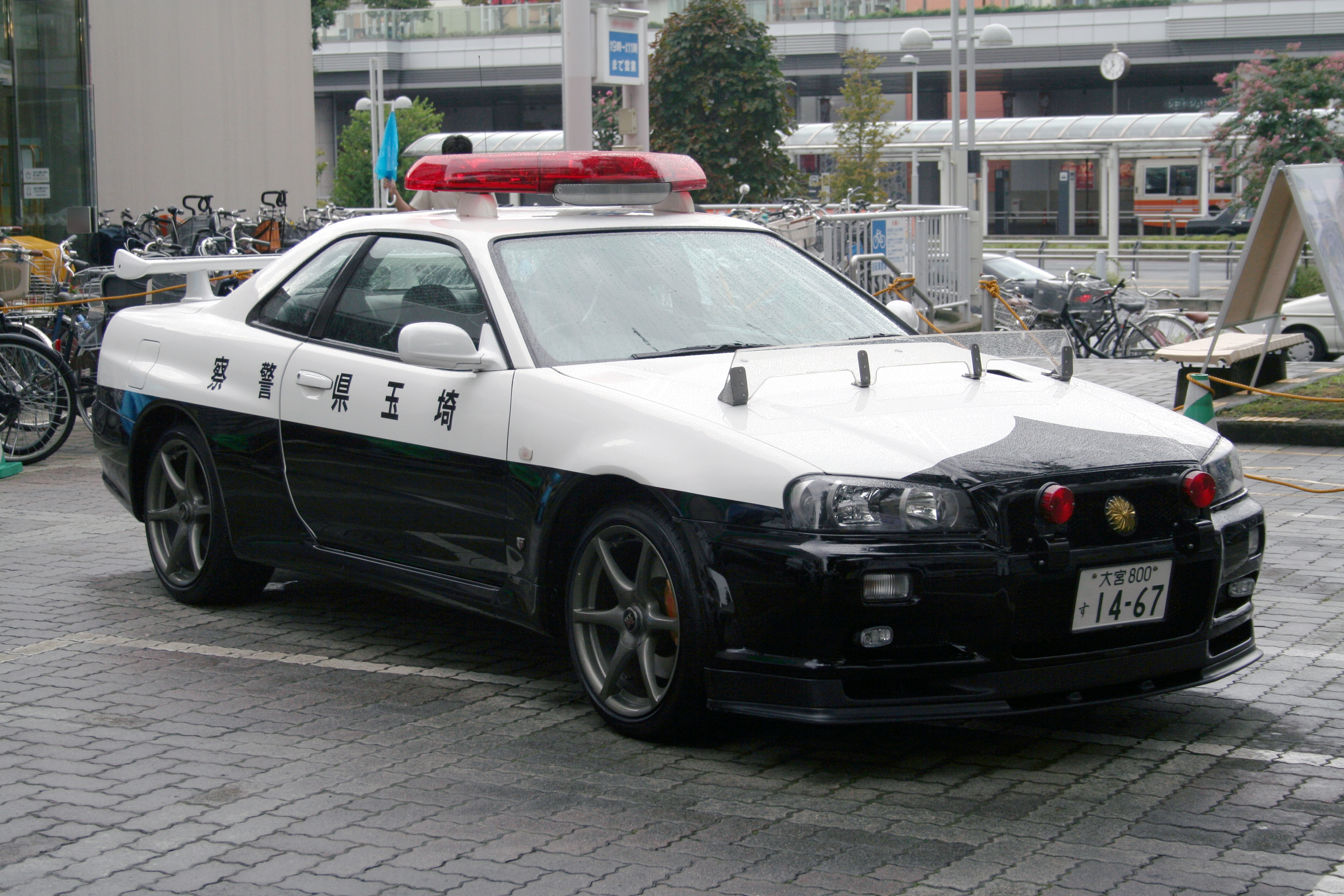
Nissan Skyline GT-R auto de la Policía
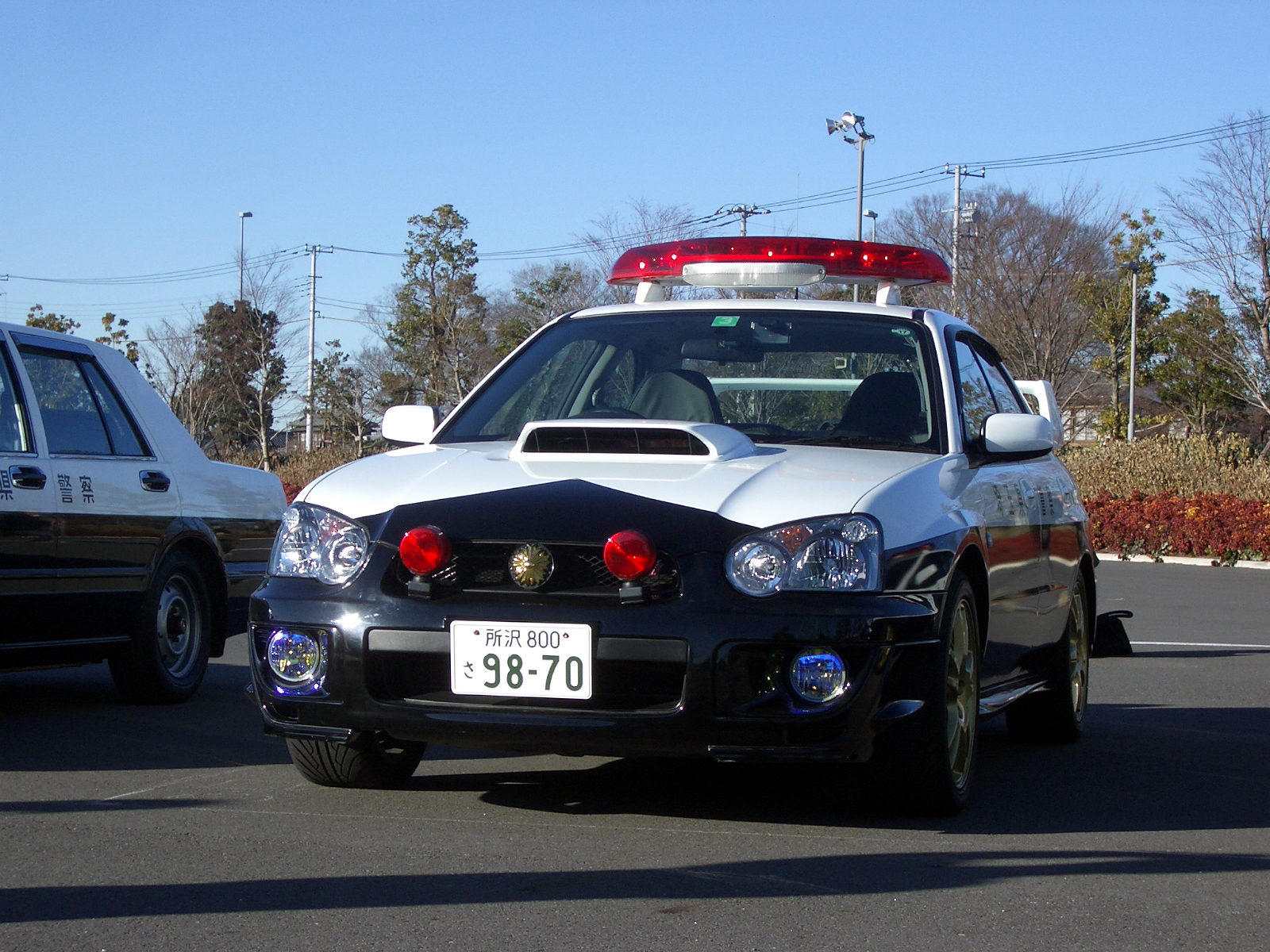
Subaru Impreza WRX STi auto de la Policía
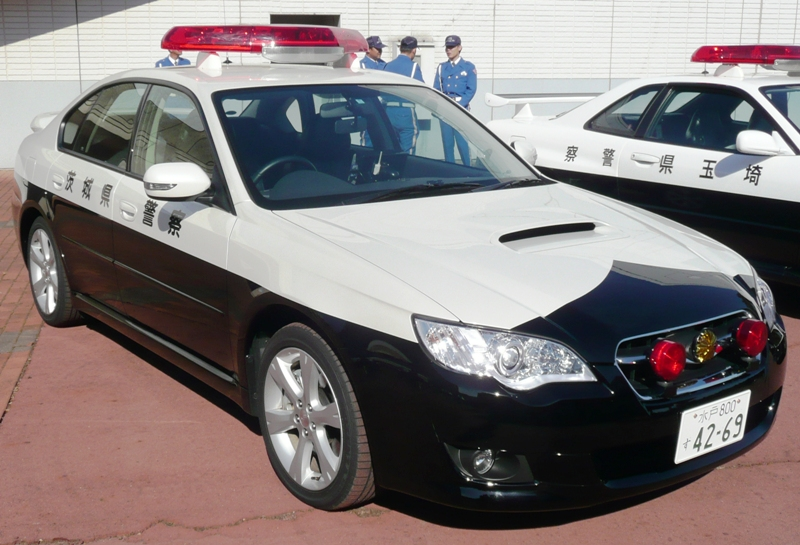
Subaru Legacy auto de la Policía
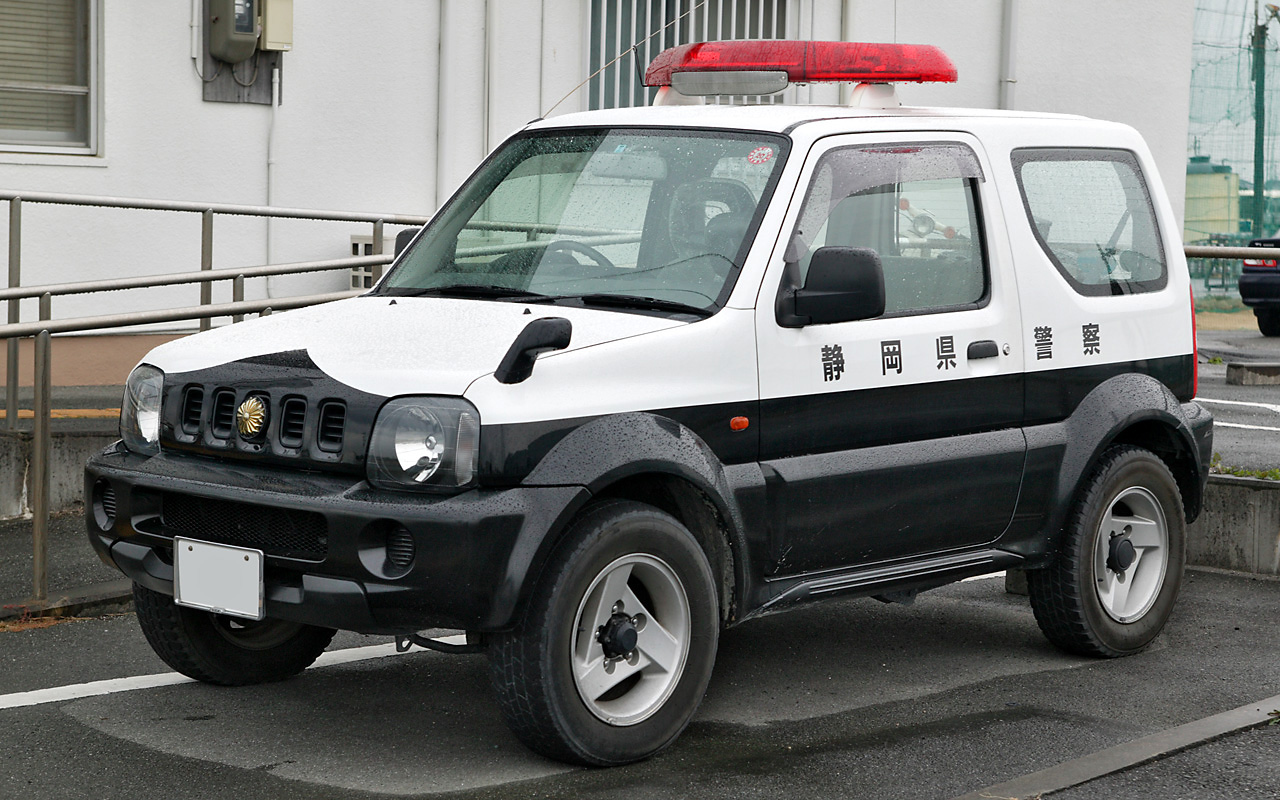
Suzuki Jimny Jeep de la Policía
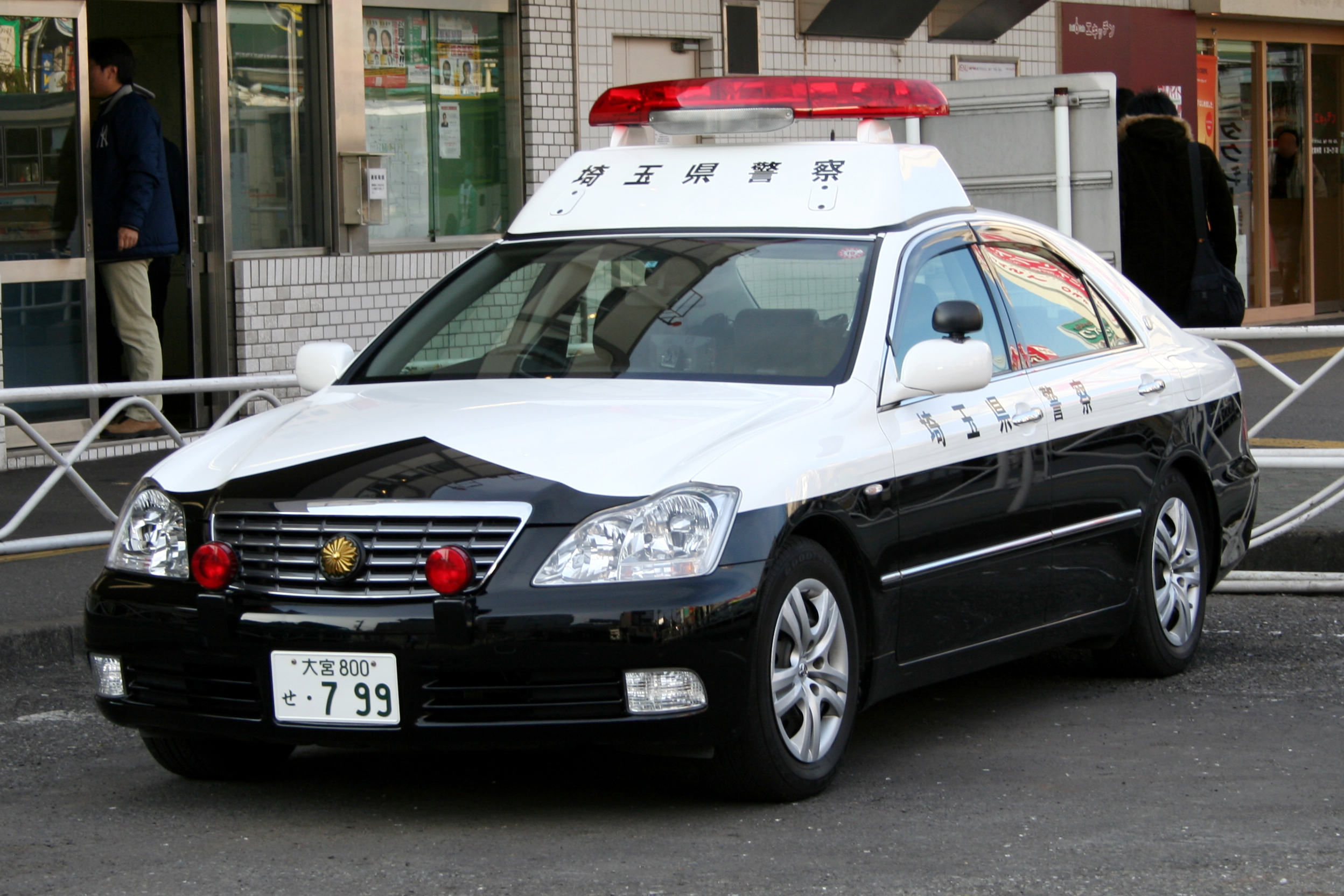
Prefectura de Saitama Toyota Crown auto de Policía de Tráfico
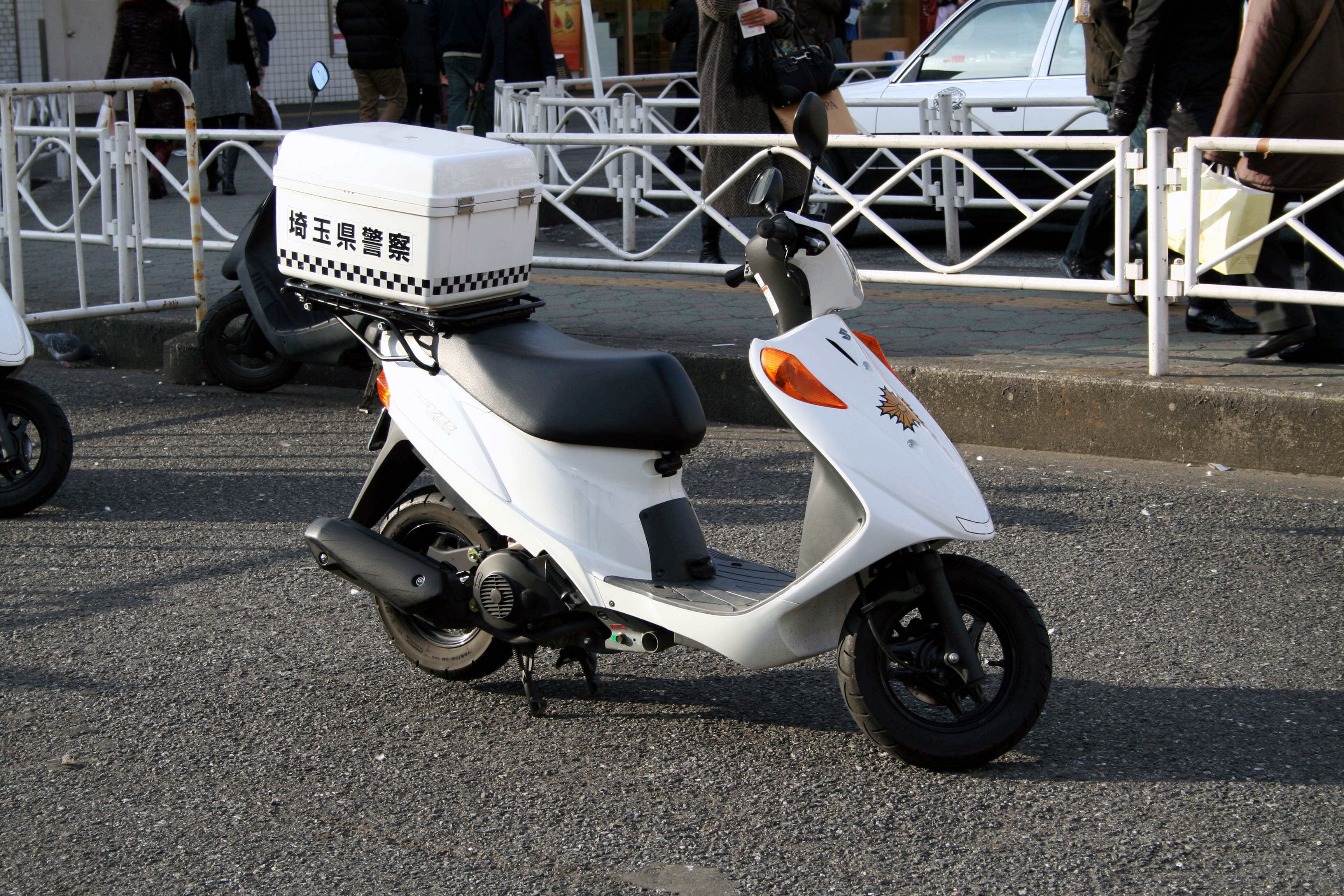
Suzuki Address V125 Scooter de la Policía
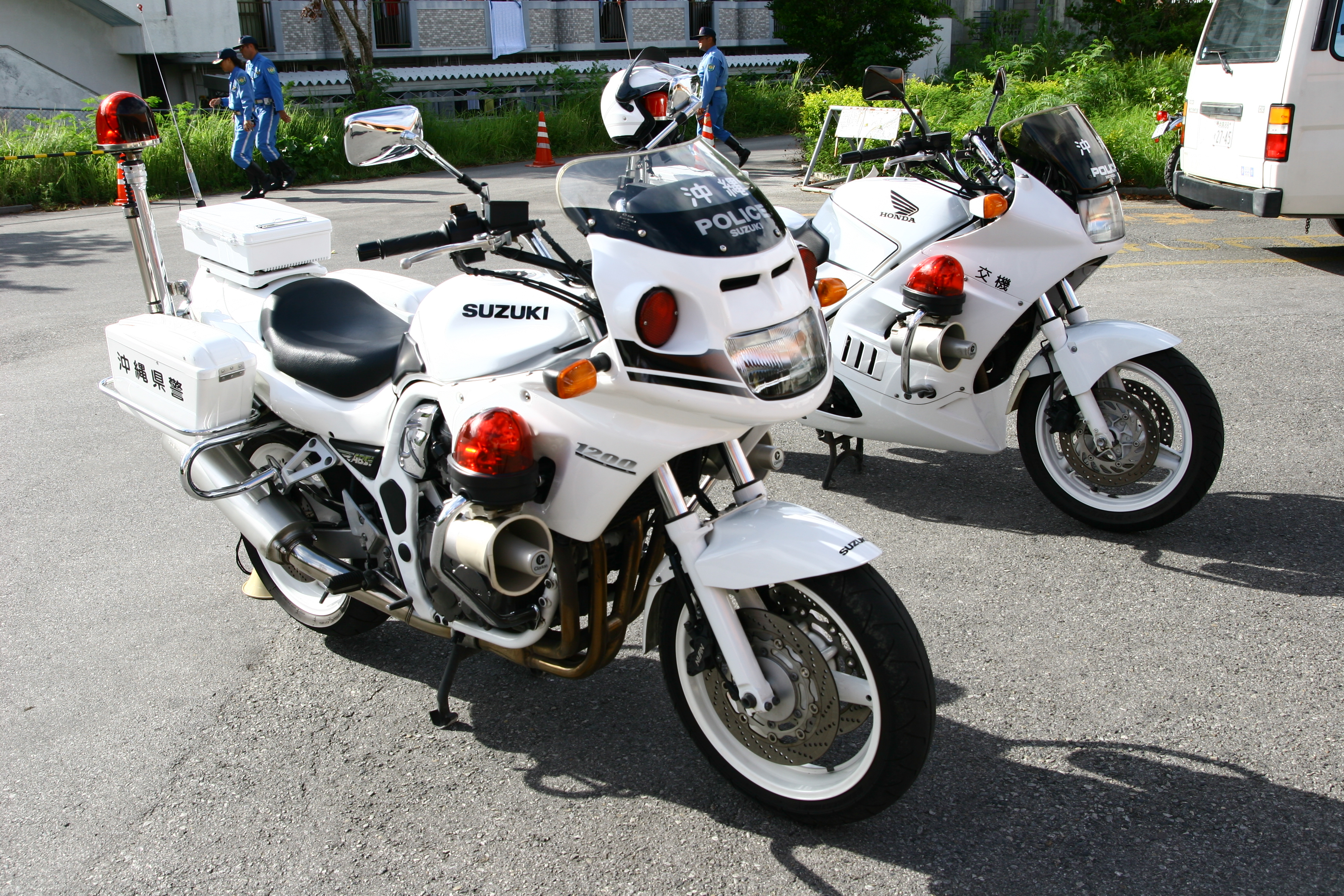
Suzuki Bandit (adelante) y una Honda VFR750 (atras)
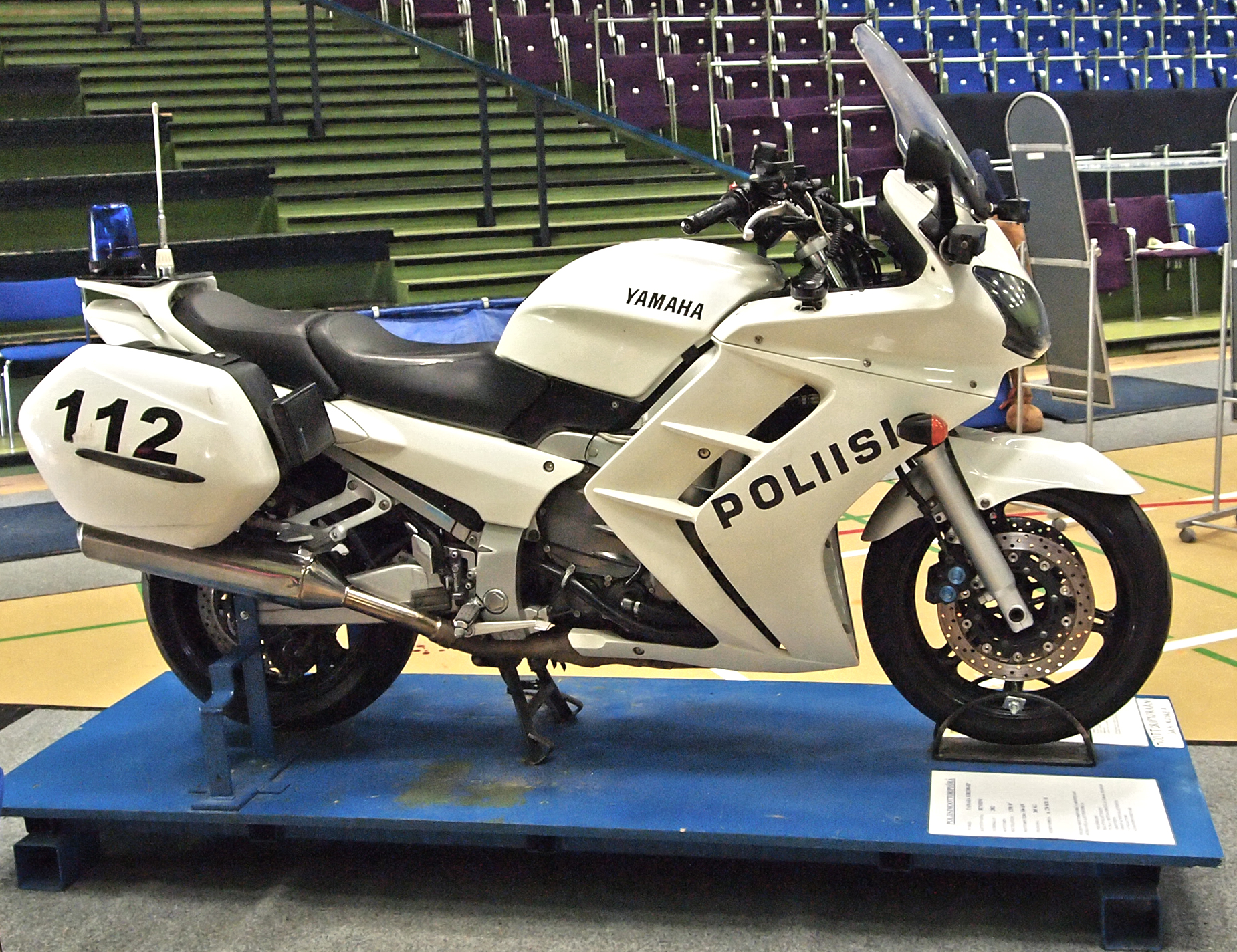
Honda VFR800 Moto de la Policía
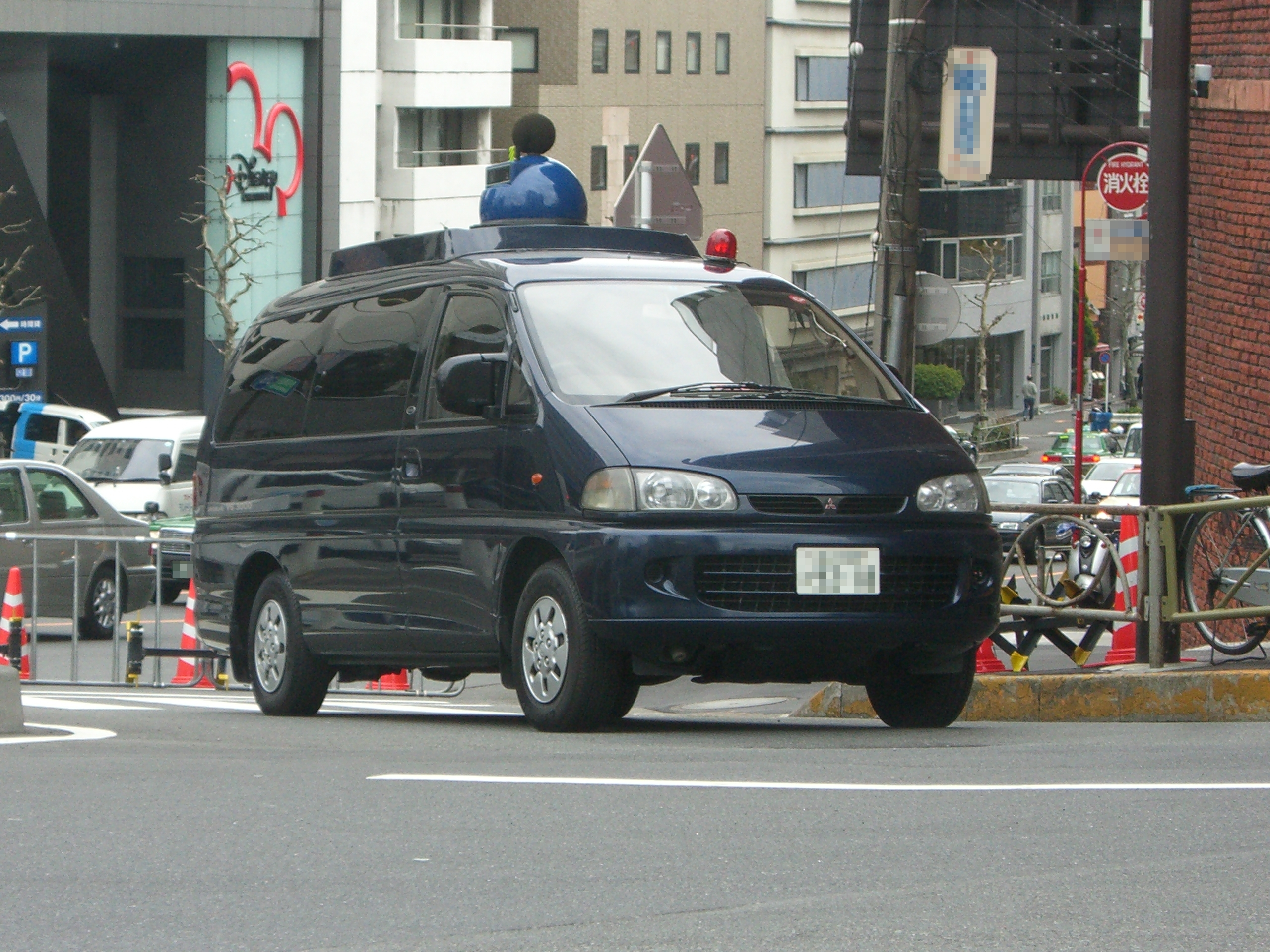
No notificado Mitsubishi Delica Space Gear Van de la Policía
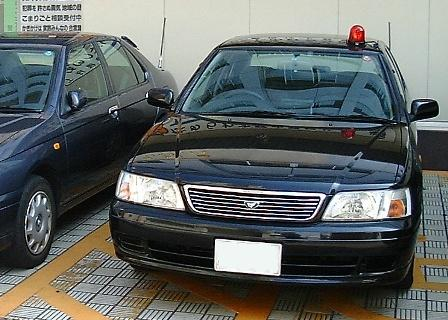
No notificado Nissan Bluebird auto de la Policía
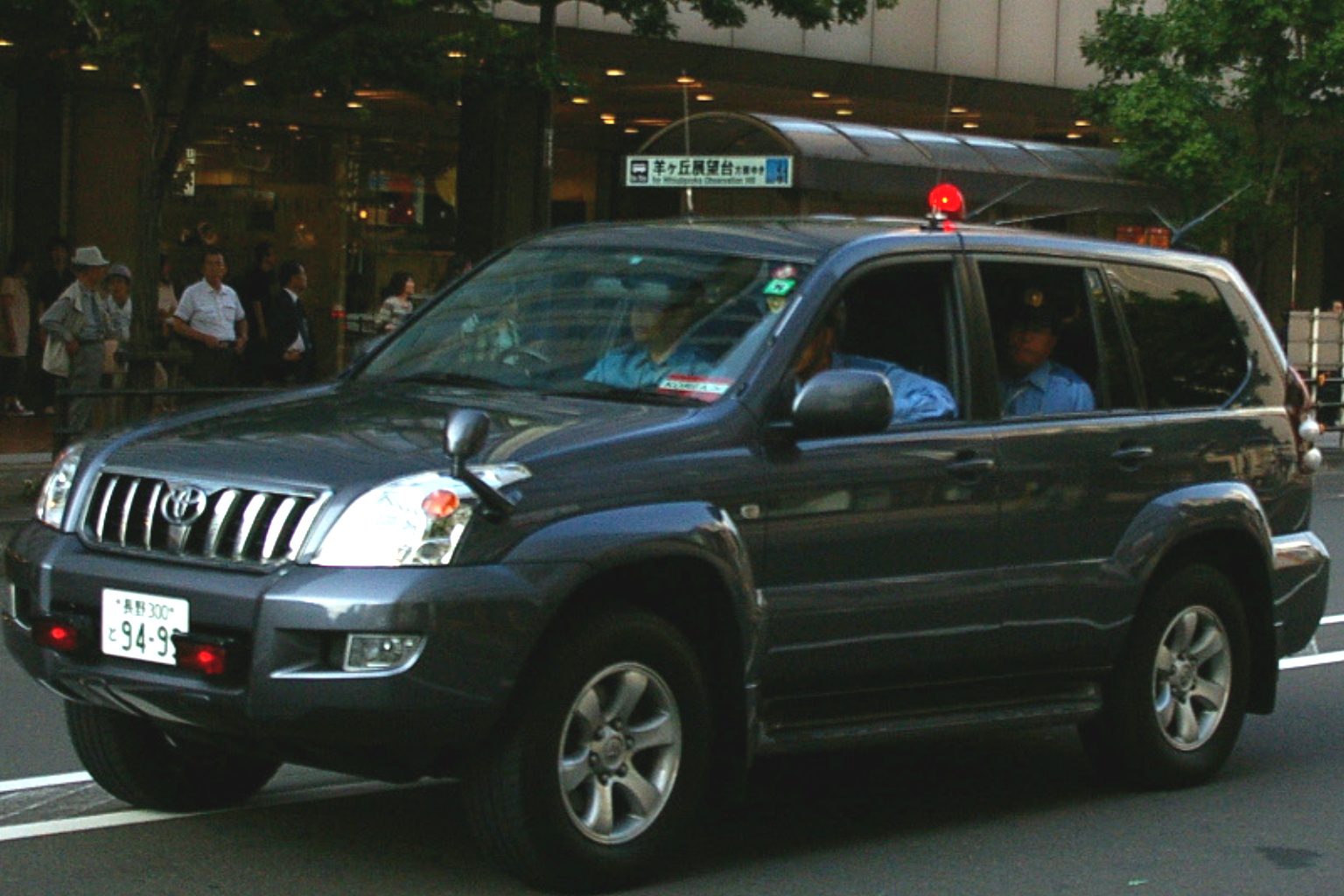
No notificado Toyota Land Cruiser Prado SUV
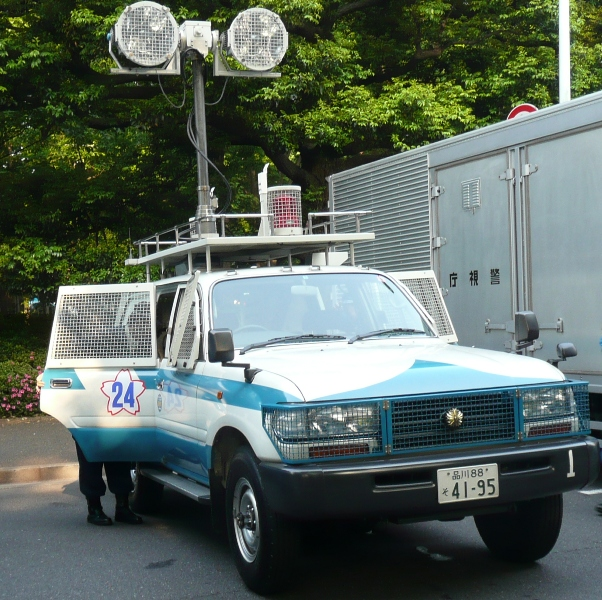
Toyota Land Cruiser Unidad de Kidotai (policía antidisturbios)
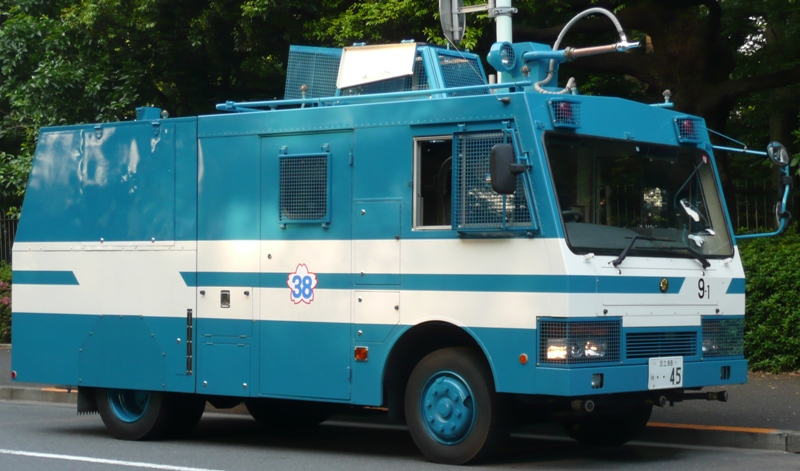
Mitsubishi Fuso Fighter Unidad de Kidotai (policía antidisturbios)
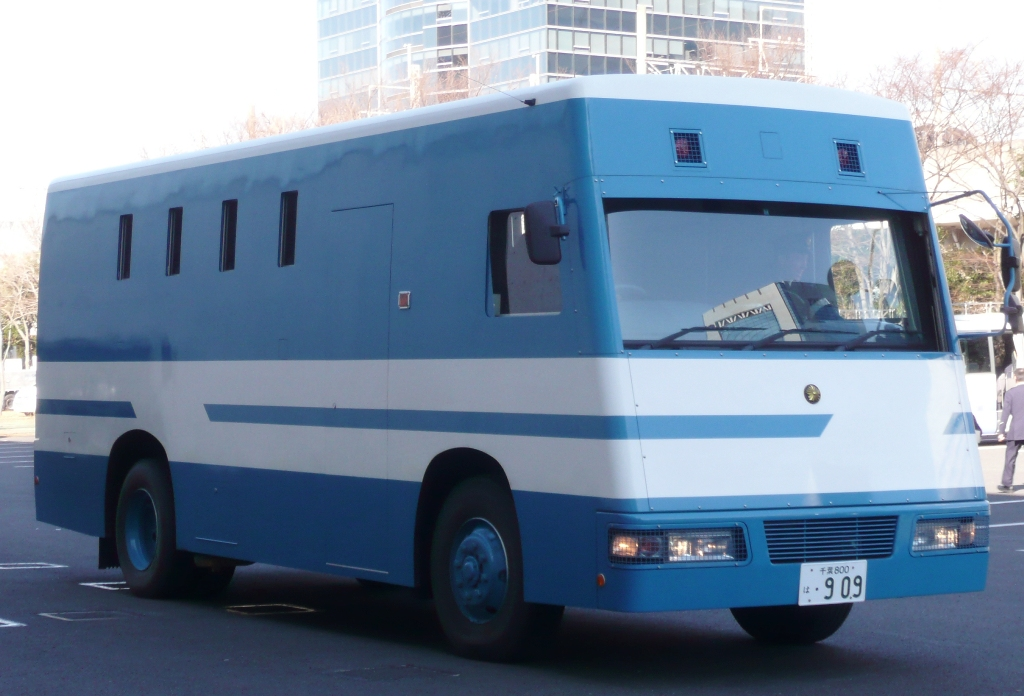
Isuzu Giga Unidad de Transporte de Prisioneros\Kidotai
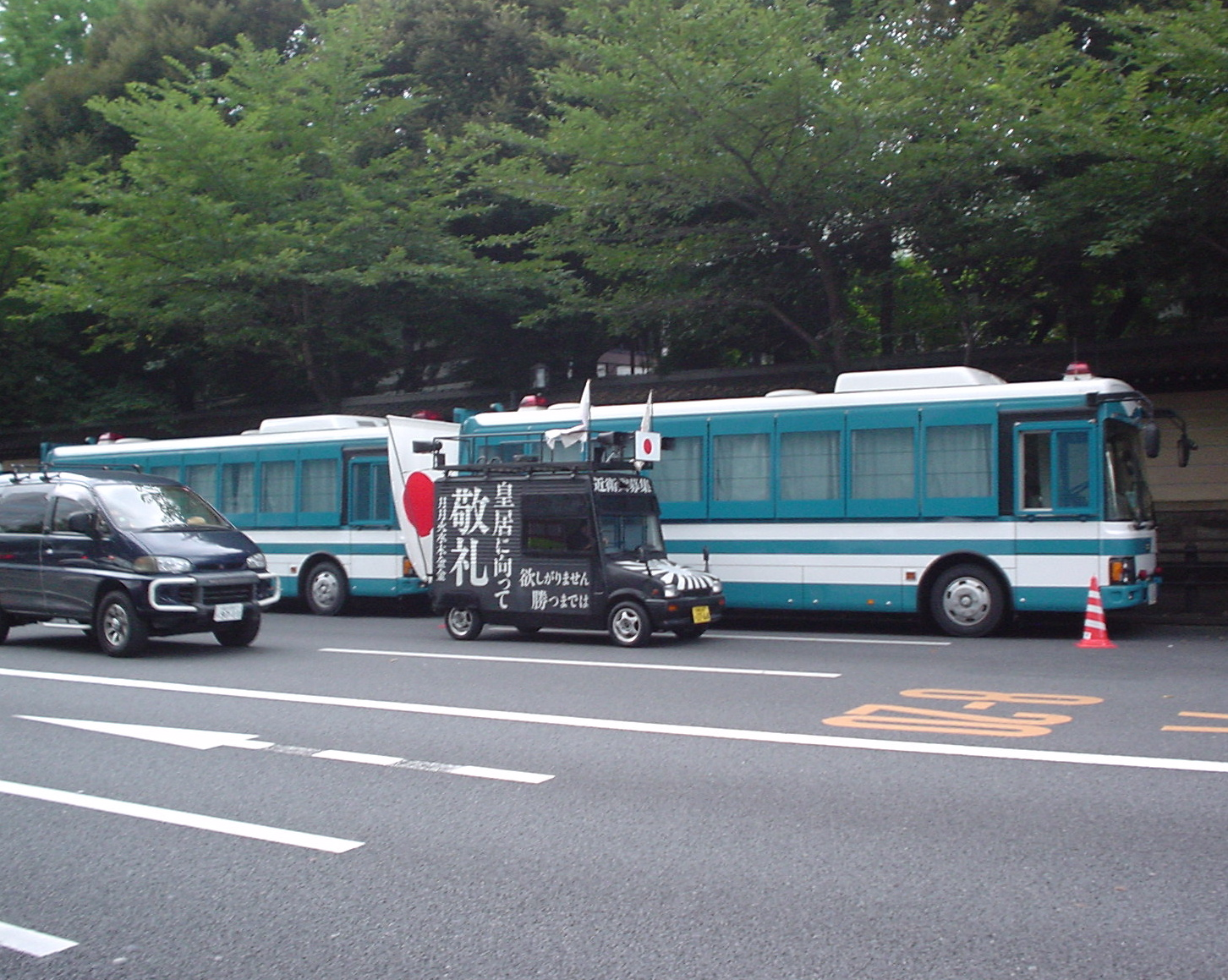
Dos Isuzu Erga Mio Autobuses en frente de Yasukuni Shrine con un Uyoku camión de ruido (Gaisensha) pasando por delante
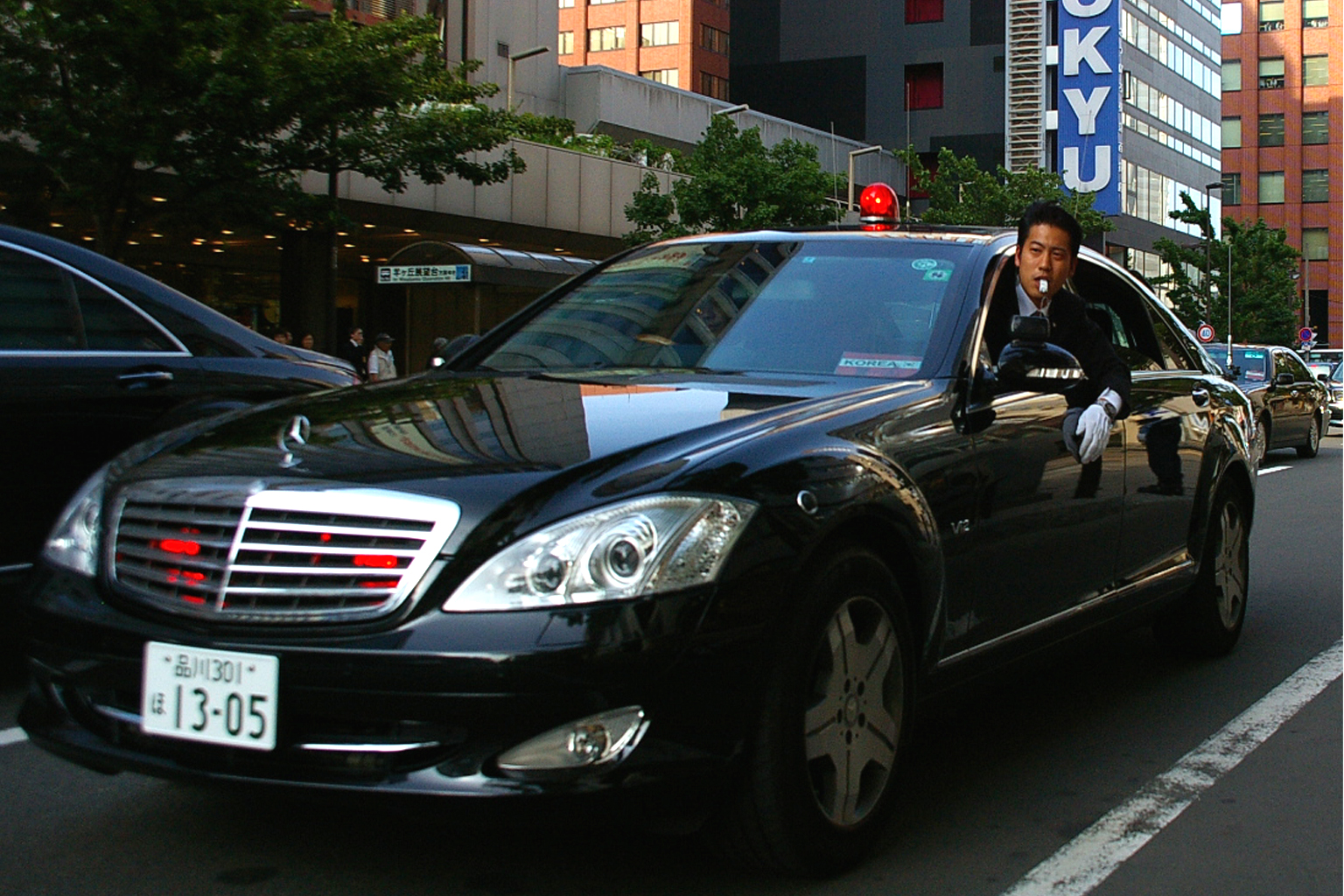
Policía de seguridad en un  Mercedes-Benz S600 durante el servicio de escolta en la 34ª cumbre del G8 en Tōyako, Hokkaidō.
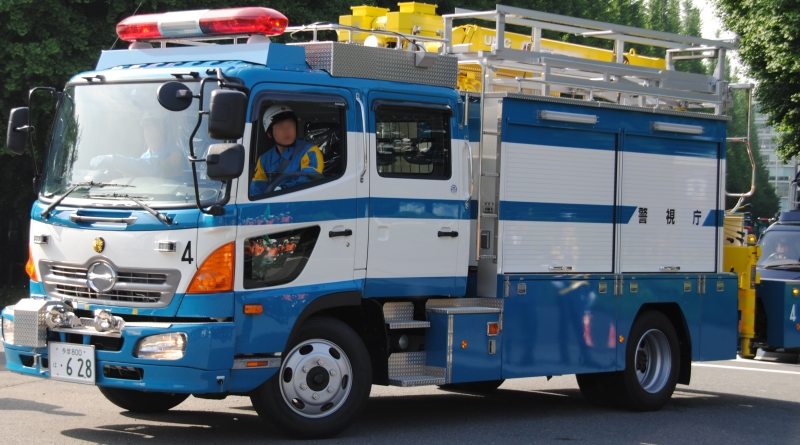
Hino Ranger / Camión de Rescate
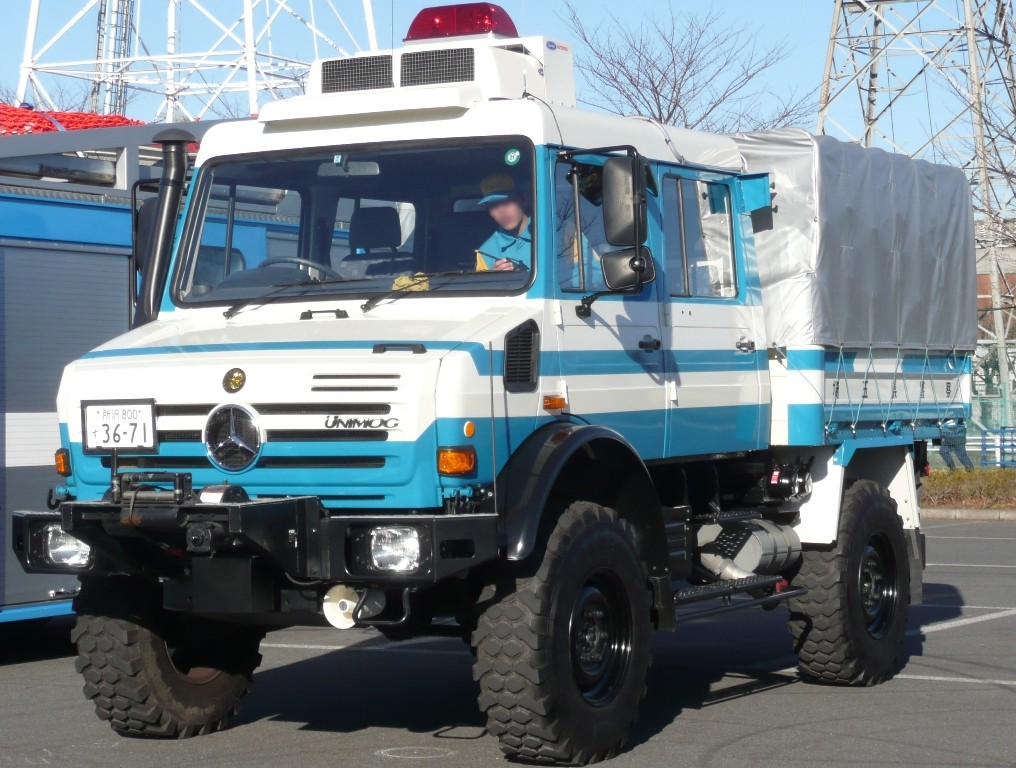
Unimog / Camión multipropósito de gestión de desastres
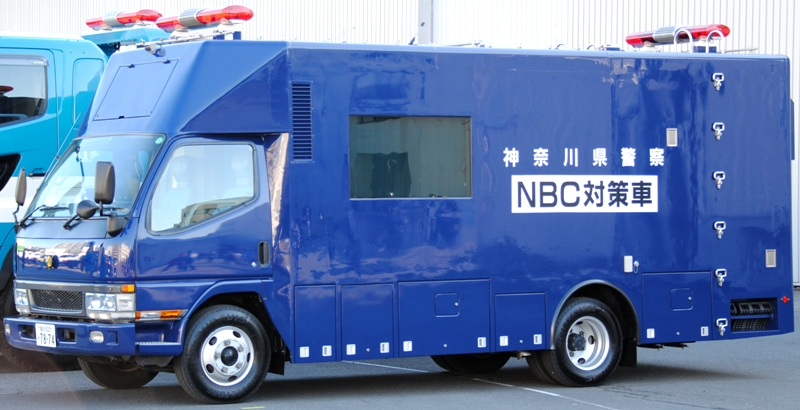
Mitsubishi Fuso Canter / Camión de defensa NBC
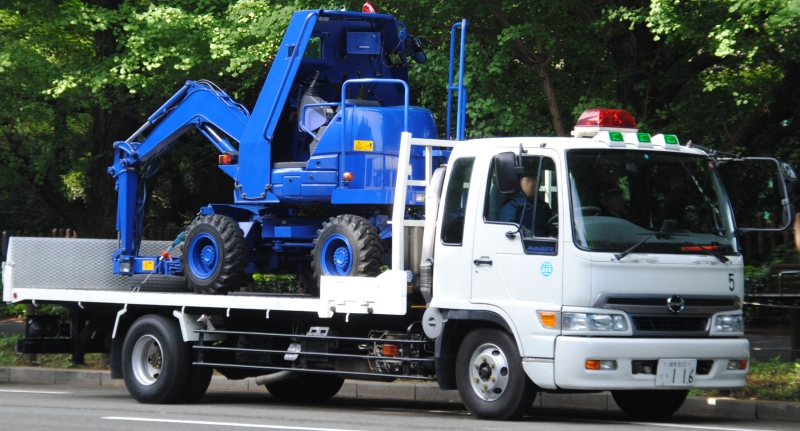
Hino Ranger / Camión de transporte de herramientas de procesamiento de explosivos

### Aviación
Los helicópteros se utilizan ampliamente para la vigilancia del control del tráfico, la búsqueda de sospechosos, el rescate y el socorro en casos de desastre. Se operan 80 helicópteros pequeños y medianos en 47 prefecturas de todo el país.

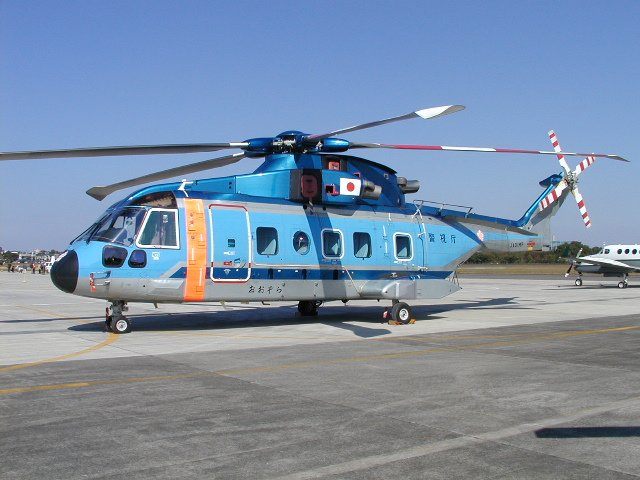
Tokyo Metropolitan Police Department, AgustaWestland EH101
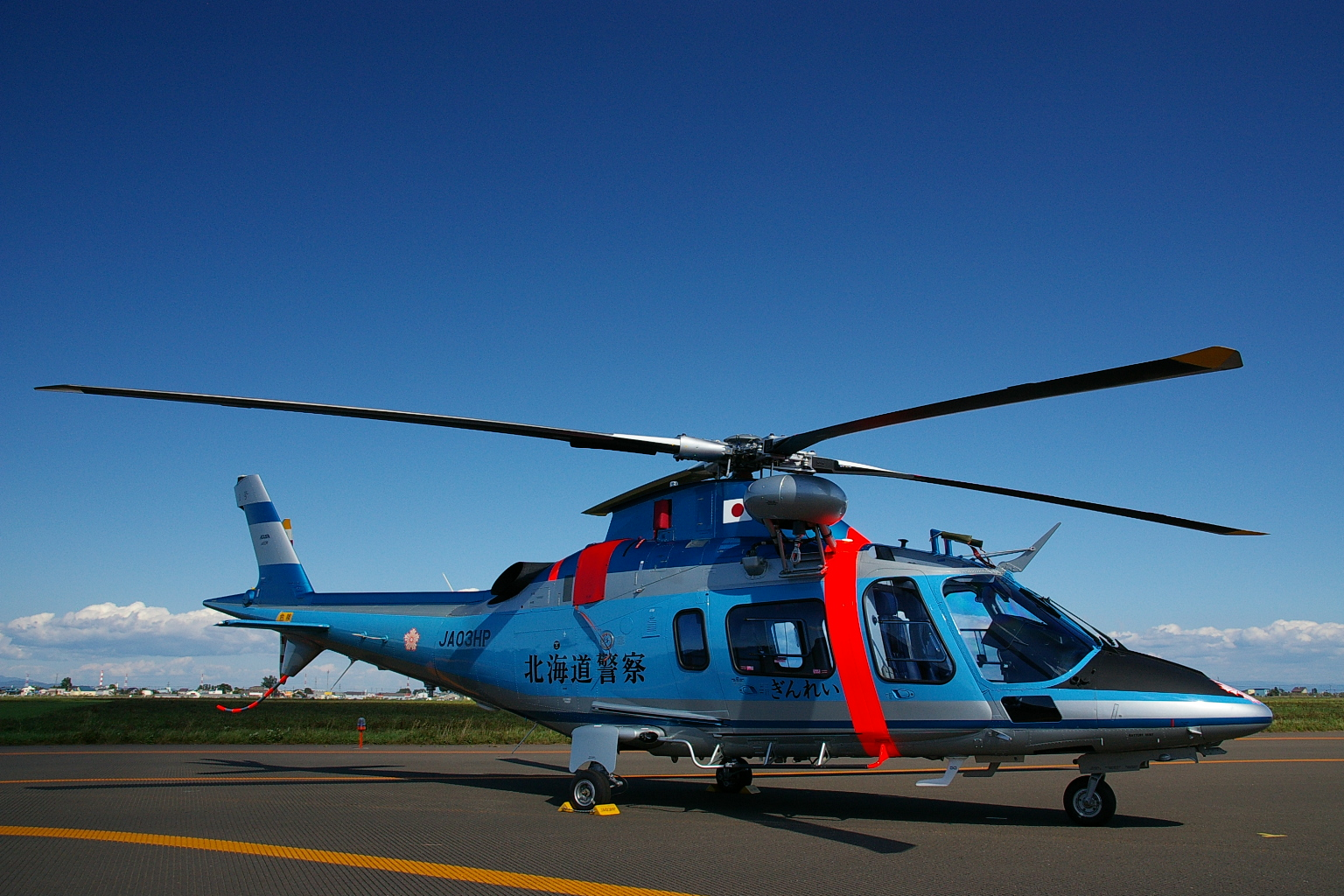
Hokkaidō Police, Agusta A109E
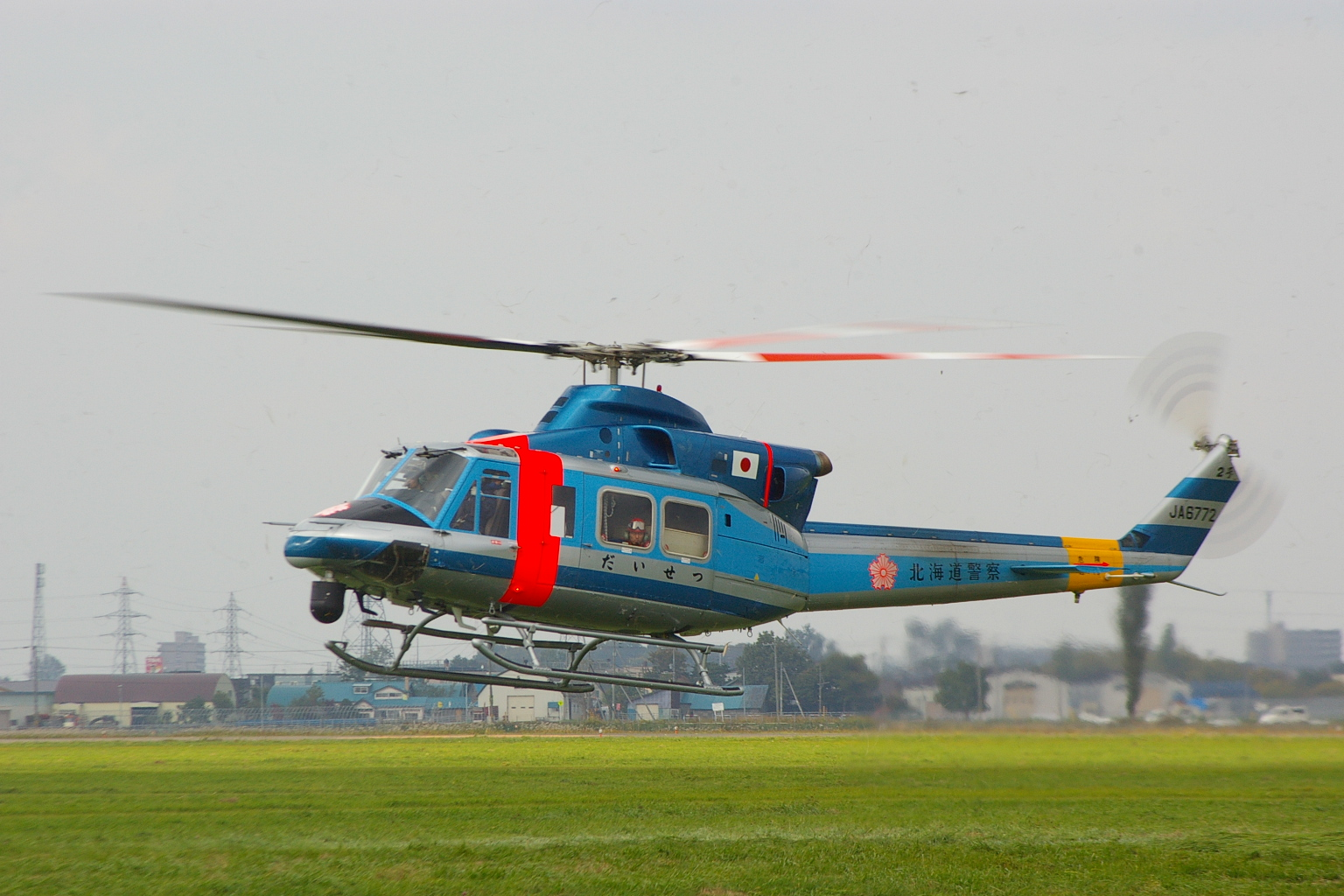
Hokkaidō Helicóptero de la Policía, Bell 412EP
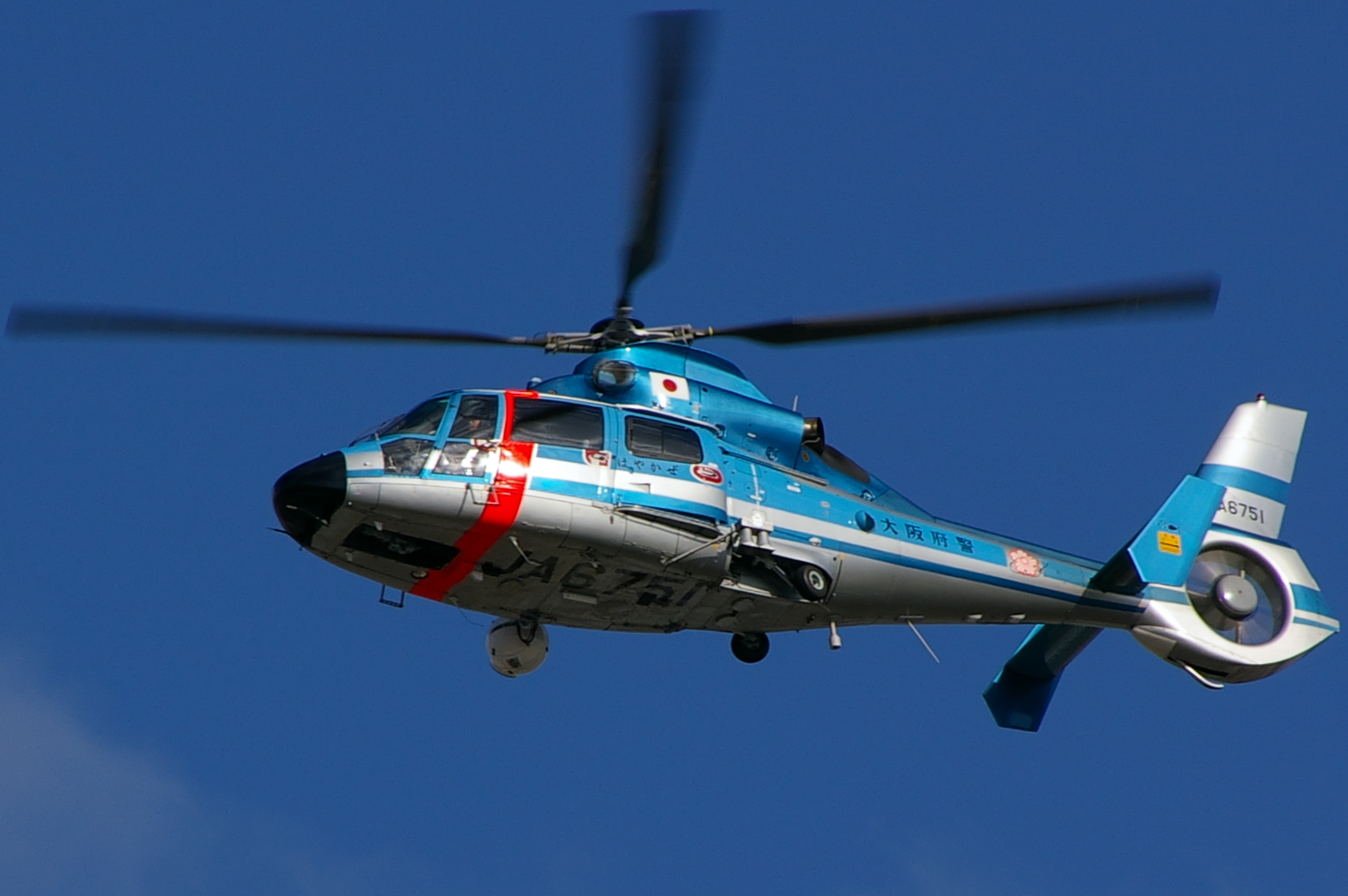
Osaka Helicóptero de la Policía, Eurocopter AS365 N2

### Embarcaciones
Los botes de la policía japonesa se despliegan en los principales puertos, islas remotas y lagos, donde se utilizan para patrullar el agua y controlar la inmigración ilegal, el contrabando y la caza furtiva. Con un rango de cinco a 23 metros de largo, hay alrededor de 190 botes de policía en todo el país.

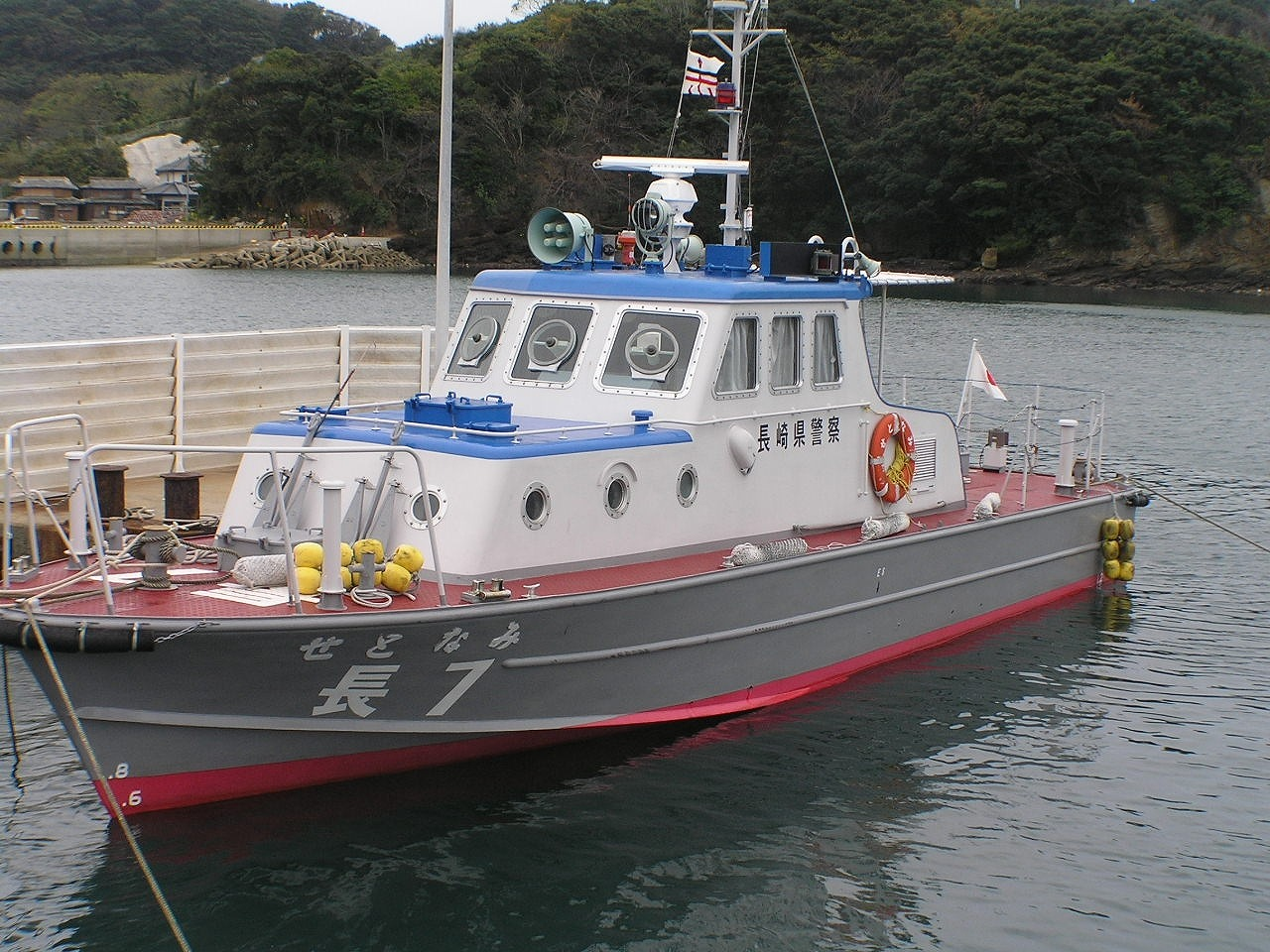
Policía de la Prefectura de Nagasaki
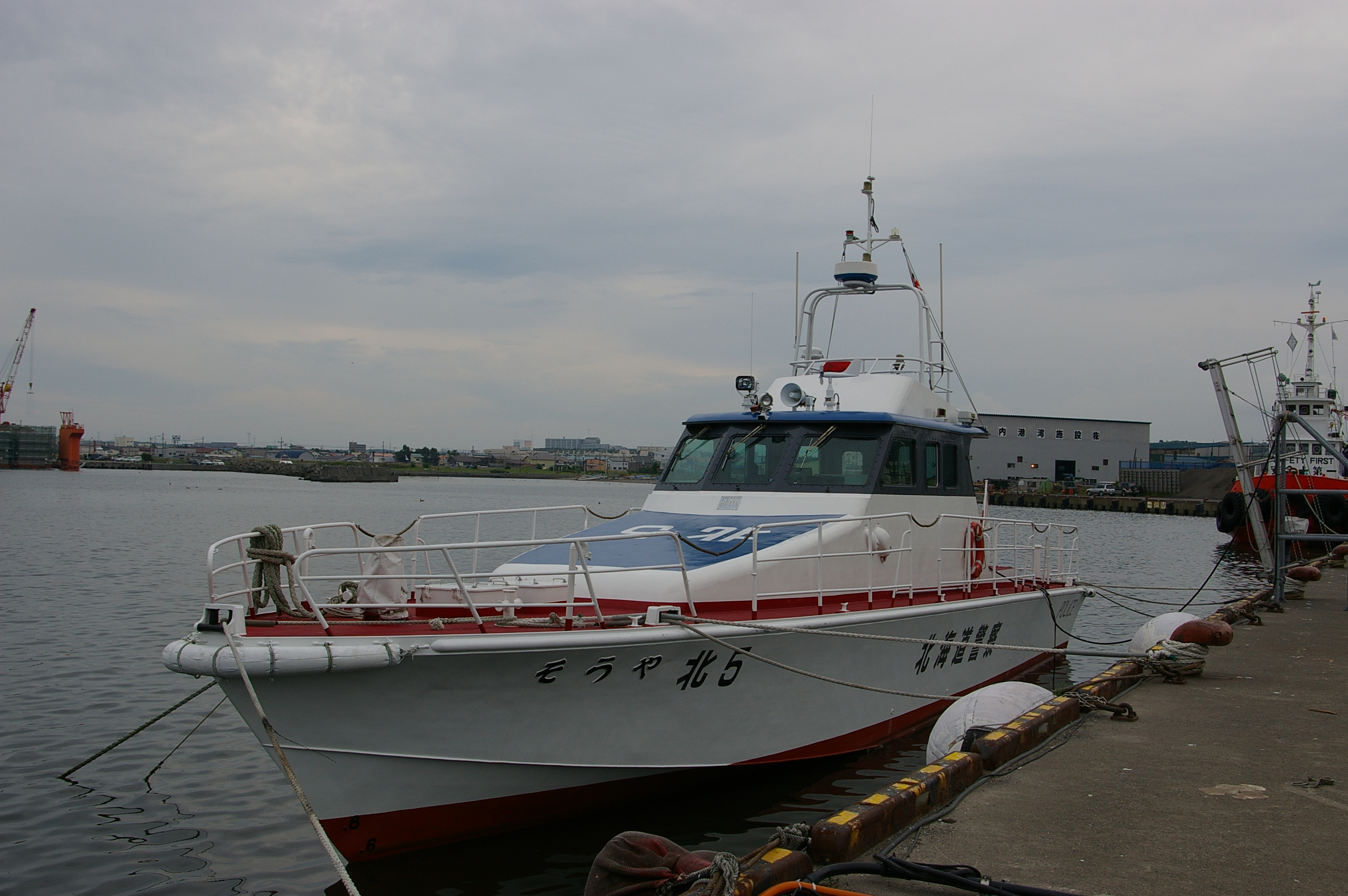
Policía de Hokkaido
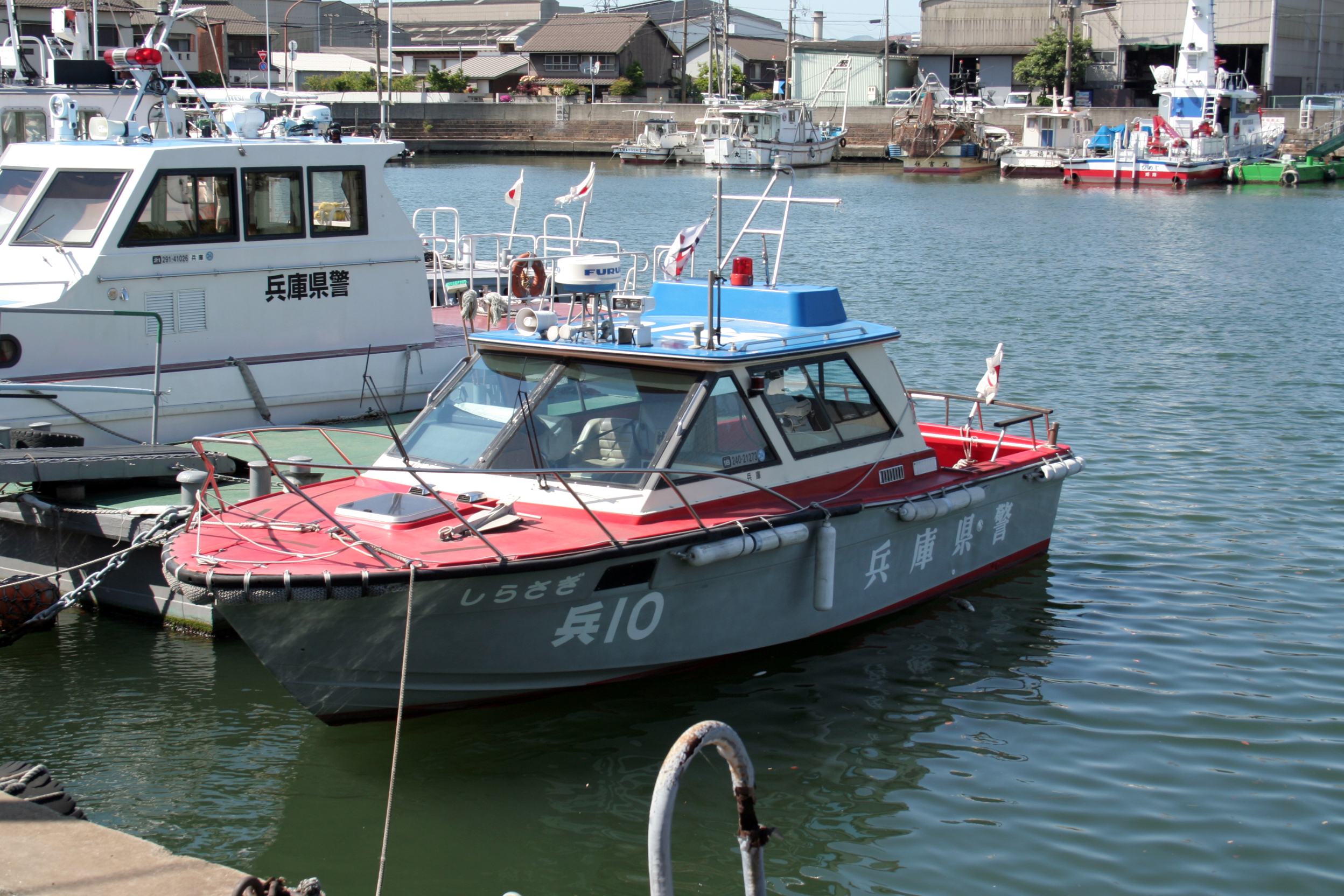
Hyōgo

## Relación Policía-Comunidad
A pesar de los límites legales sobre la jurisdicción policial, muchos ciudadanos conservan sus puntos de vista sobre la policía como figuras de autoridad a quienes pueden recurrir para obtener ayuda. El público a menudo busca asistencia policial para resolver disputas familiares, aconsejar a menores y mediar en disputas menores. Los ciudadanos consultan regularmente a la policía para obtener indicaciones para llegar a hoteles y residencias, un servicio invaluable en ciudades donde las calles a menudo no tienen nombre y los edificios están numerados en el orden en que se construyeron en lugar de consecutivamente. Sus superiores alientan a la policía a ver estas tareas como una respuesta a las demandas públicas de servicio y como una inspiradora confianza de la comunidad en la policía. Las actitudes públicas hacia la policía son en general favorables, aunque una serie de incidentes de confesiones forzadas a fines de la década de 1980 suscitaron cierta preocupación sobre el trato policial a los sospechosos detenidos en prisión preventiva.[cita requerida]

## Organizaciones históricas de policía secreta
- Tokko (Grupos e ideologías políticas investigados y controlados que se consideran una amenaza para el orden público)
- Kempeitai (Policía Militar de el Ejército Imperial Japonés)
- Tokeitai (Policía Militar de la Armada Imperial Japonesa)